# Diritto canonico (Chiesa cattolica)

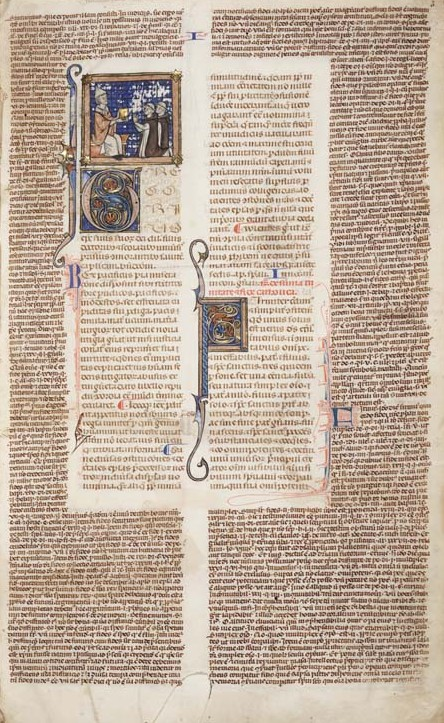
Le Decretales di Gregorio IX, con la bolla Rex pacificus, corredate dalla glossa ordinaria di Bernardo da Parma in un manoscritto del 1300-1315 circa

Il diritto canonico della Chiesa cattolica (in latino ius canonicum) è l'insieme di norme giuridiche di diritto positivo o naturale, regolamenti e documenti dottrinali formulati da una legittima autorità ecclesiastica al fine di regolare l'attività della Chiesa cattolica e dei suoi fedeli nonché le sue relazioni con la società esterna. Non va confuso con il diritto ecclesiastico, che è il diritto con cui gli stati regolano i loro rapporti con i credenti e con le varie confessioni religiose, mentre con il termine più ampio di "diritto canonico" si intende il diritto che regola qualsiasi Chiesa cristiana.
Il suo nucleo originario è costituito dalla legge di Dio, ovvero Antico e Nuovo Testamento, che funge da substrato per la produzione giuridica umana iniziata ai tempi delle prime comunità cristiane allo scopo di regolarne la vita e per difendere la dottrina dalle eresie. Nella storia del cristianesimo in età antica i grandi concili ecumenici (Nicea I, Costantinopoli I, Efeso I e Calcedonia) furono tra i momenti più importanti per lo sviluppo del diritto canonico, ma fu in epoca medievale che iniziò l'"età aurea" grazie al Decretum del monaco e giurista Graziano, in cui per la prima volta si tentava di riordinare la materia risolvendo le contraddizioni. L'opera di Graziano ispirò altre raccolte successive, spesso commissionate dagli stessi pontefici, fino a una prima definitiva fissazione operata con la promulgazione del Corpus Iuris Canonici nel 1580. Sulla scia delle codificazioni ottocentesche, nel 1917 anche la Chiesa cattolica si dotò di una propria «legge organicamente strutturata» con l'adozione di un proprio codice: il Codice Piano Benedettino. A seguito delle innovazioni conseguenti al Concilio Vaticano II, tenutosi dal 1962 al 1965, si sentì l'esigenza di rivedere il Codice, impresa portata a termine nel 1983 con l'adozione del Codice di diritto canonico (dedicato a disciplinare la Chiesa latina, a cui seguì sette anni più tardi il Codice dei canoni delle Chiese orientali (dedicato alle Chiese cattoliche di rito orientale) e, nel 1988, la Pastor Bonus per la Curia romana.
Il diritto canonico è un sistema giuridico autonomo e universale, che opera senza limiti territoriali e si adatta alle esigenze storiche, pur mantenendo immutabili i suoi principi divini. Il dibattito sulla sua natura (pubblica, privata o universale) si lega alla sua finalità soprannaturale. La Chiesa, istituzione con carattere divino e umano, ha prerogative di indipendenza e sovranità, giustificando la propria legislazione come necessaria per perseguire la missione affidatale da Cristo. Esso si fonda su norme divine (immutabili e universali) e umane (create dalle autorità ecclesiastiche), integrate in un unico ordinamento. La relazione tra diritto divino e umano è armoniosa, con il primo come fondamento. Inoltre, il diritto canonico bilancia rigorosità ed economia per garantire flessibilità e perseguire la salvezza dell’anima. Tra i più importanti principi su cui il diritto canonico si basa, quello dell'equità (aequitas canonica) risulta fondamentale per adeguare le norme ai casi particolari, attenuando così la rigidità del diritto positivo per perseguire fini superiori, come la salvezza dell'anima. Strumenti come dispensa, dissimulatio, tollerantia ed epicheia garantiscono flessibilità nell'applicazione delle norme senza compromettere giustizia ed uguaglianza. Questi istituti permettono una giustizia temperata da prudenza e misericordia, adattandosi alle esigenze spirituali dei fedeli.

## Origini e formazione

### Legge di Dio e prime comunità cristiane

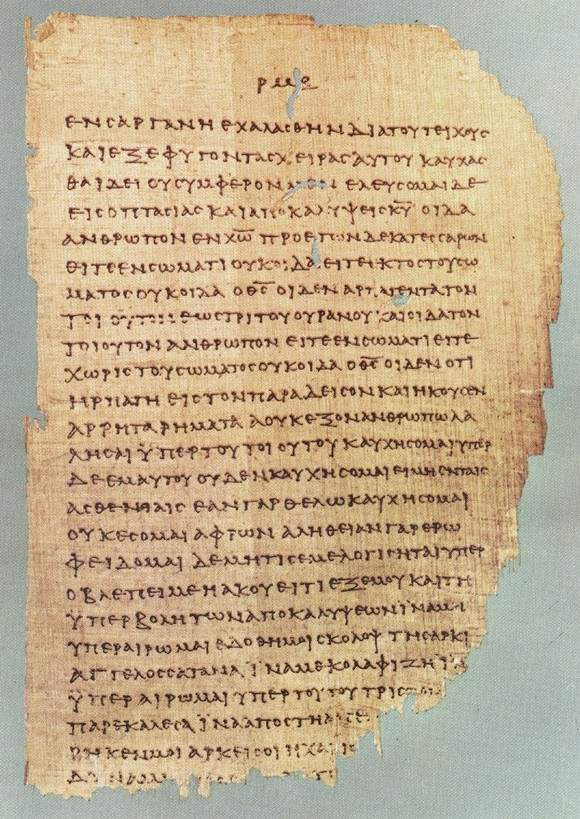
Un foglio del papiro 46, uno dei frammenti più antichi contenenti parte del Nuovo Testamento

Il nucleo originale del diritto canonico, che funge da substrato per tutta la produzione giuridica umana dalle origini del cristianesimo ad oggi, è da ricercarsi nella legge di Dio (ius divinum) ovvero nelle Sacre Scritture che per i cristiani sono l'Antico e Nuovo Testamento. Nell'Antico, comune anche ad ebrei e musulmani, è contenuta la legge fondamentale del cristianesimo, una "legge di Alleanza" in quanto rivelata da Dio, ove il decalogo, ossia i Dieci comandamenti rivelati a Mosè sul monte Sinai, sono la base fondamentale. L'Antico Testamento è riconosciuto da tutte le confessioni cristiane, anche se vi sono leggere divergenze tra di esse riguardo al canone. Tuttavia è da notare che esso non è inteso dalle Chiese come una fonte giuridica assoluta da applicare direttamente in tutte le sue parti, ma solo nei suoi principi fondamentali. Il Nuovo contiene la Rivelazione, ossia la vita e le opere di Gesù Cristo riportate nei quattro vangeli canonici, definiti come il «condensato, il diritto costitutivo o costituzionale della Chiesa nella sua forma di comunione gerarchica tra Cristo, gli Apostoli ed i loro successori». Ai vangeli si aggiungono gli Atti degli Apostoli, le Lettere di San Paolo, le Lettere cattoliche e l'Apocalisse di Giovanni. I rapporti tra l'Antico e Nuovo Testamento sono da ricercarsi nelle parole di Cristo, riportate nel vangelo secondo Matteo, in cui afferma di non essere venuto per abrogare la legge antica, ma per completarla.
Sebbene la legge di Dio sia da considerarsi fonte di principi e non di norme in senso stretto, le Sacre Scritture potevano rispondere alle principali esigenze delle prime comunità con un numero assai esiguo di fedeli; con la repentina diffusione del cristianesimo in epoca precostantiniana e la conseguente crescita dei credenti si rese necessaria la messa a punto di un diritto, di produzione umana e direttamente applicabile, che permettesse di far fronte a una serie di problematiche organizzative e disciplinari, nonché per preservare un'unica dottrina al riparo dalle eresie. Tale produzione viene conosciuta come "Tradizione" e comprenderà tutta l'opera normativa compiuta dalla Chiesa dall'età apostolica in avanti, il suo magistero, i canoni dei concili e gli scritti dei padri.

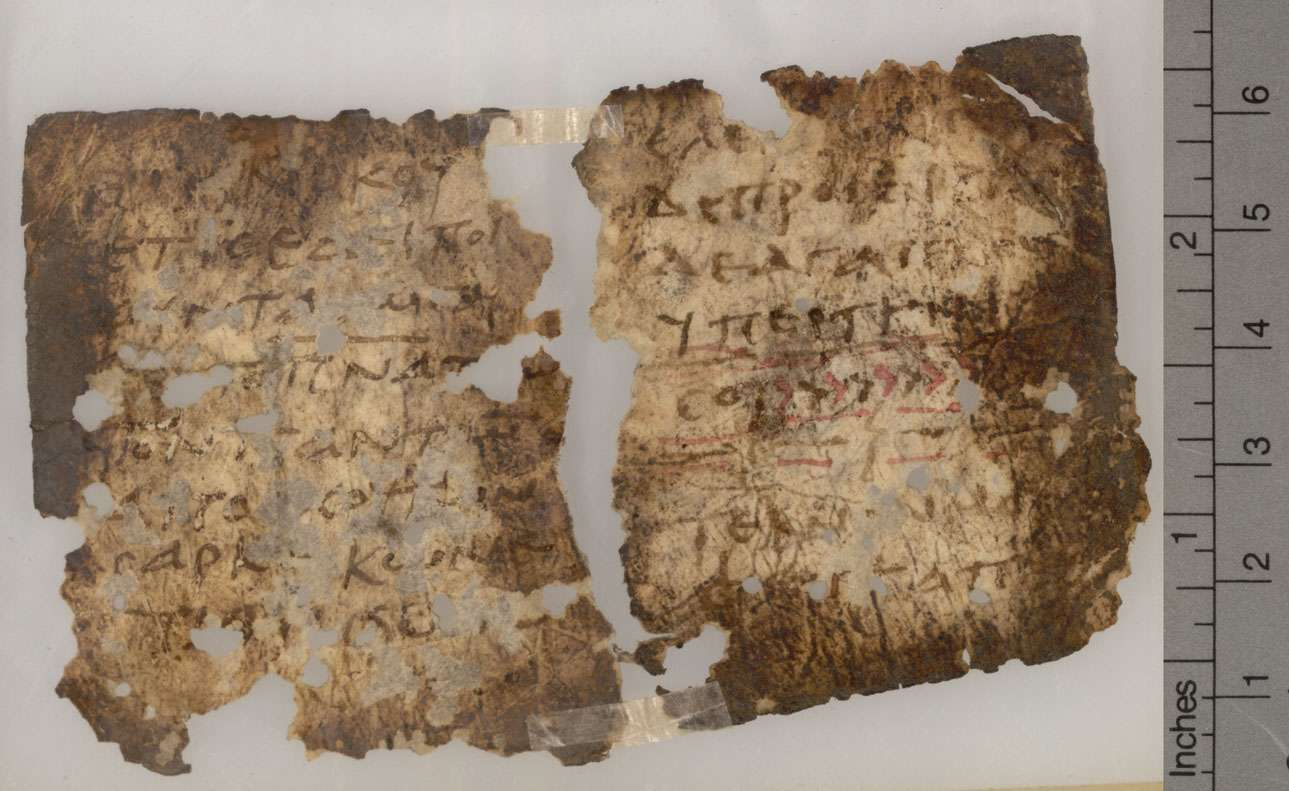
Frammenti della Didaché

Tra le prime fonti normative della Tradizione vi è la Didaché o Dottrina dei Dodici Apostoli. Compilata probabilmente in oriente tra la fine del I e l'inizio del II secolo, rientra nella cosiddetta letteratura subapostolica, tranne che per la Chiesa ortodossa etiope, che la inserisce nel Nuovo Testamento. In essa vi sono norme catechetiche e morali a cui dovevano attenersi le prime comunità, una parte liturgica riguardante i riti del battesimo e dell'eucaristia, una parte riguardante l'organizzazione della Chiesa antica e delle sanzioni disciplinari e una parte conclusiva escatologica. Ad essa seguirono il breve scritto della Tradizione Apostolica, una collezione di regolamenti, istruzioni, prassi liturgica e norme di vita comunitaria, tradizionalmente attribuito a Ippolito di Roma e databile ai primi anni del III secolo; e la Didascalia apostolorum, composta forse in Siria nella seconda metà dello stesso secolo, una raccolta di disposizioni destinata a una comunità di convertiti dal paganesimo.

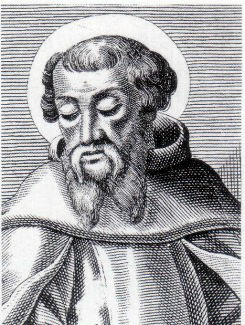
Ireneo di Lione

Da queste fonti si possono ricostruire le fisionomie delle comunità dei primi secoli. Esse appaiono organizzate gerarchicamente: il vertice è il vescovo assistito dai presbiteri e dai diaconi, a cui erano affidate le attività assistenziali. Per entrare pienamente nella comunità era necessario ricevere il sacramento del battesimo, concesso dopo un periodo generalmente lungo di catecumenato. La penitenza, seguita dell'assoluzione, era un sacramento irripetibile e amministrato pubblicamente. A partire dal II secolo si dovette affrontare, non senza difficoltà, il problema del reinserimento nella comunità dei lapsi, ovvero quei cristiani che avevano rinnegato la fede per salvarsi dalle persecuzione.
I primi assetti normativi della Chiesa non poterono limitarsi solo agli aspetti organizzativi e rituali, ma riguardarono anche la difesa dell'ortodossia, ovvero della retta dottrina. In un mondo in cui le deviazioni dottrinali erano frequentissime, si pensi alle dottrine gnostiche o al montanismo, dovute anche alle difficoltà di mantenimento dei contatti tra le comunità più distanti spesso costrette a vivere nella clandestinità, si presentò presto la necessità di stabilire dettagliatamente quale fosse la fede corretta. Un primo sforzo in tal senso si deve al filosofo Giustino, vissuto verso la metà del II secolo, ma fu il vescovo e teologo Ireneo di Lione con la sua celebre opera Adversus Haereses, scritta intorno al 180, ad arrivare alla formulazione del concetto un'unica Chiesa, definita successivamente dagli storici con il termine "Grande Chiesa".

### L'età dei grandi concili ecumenici

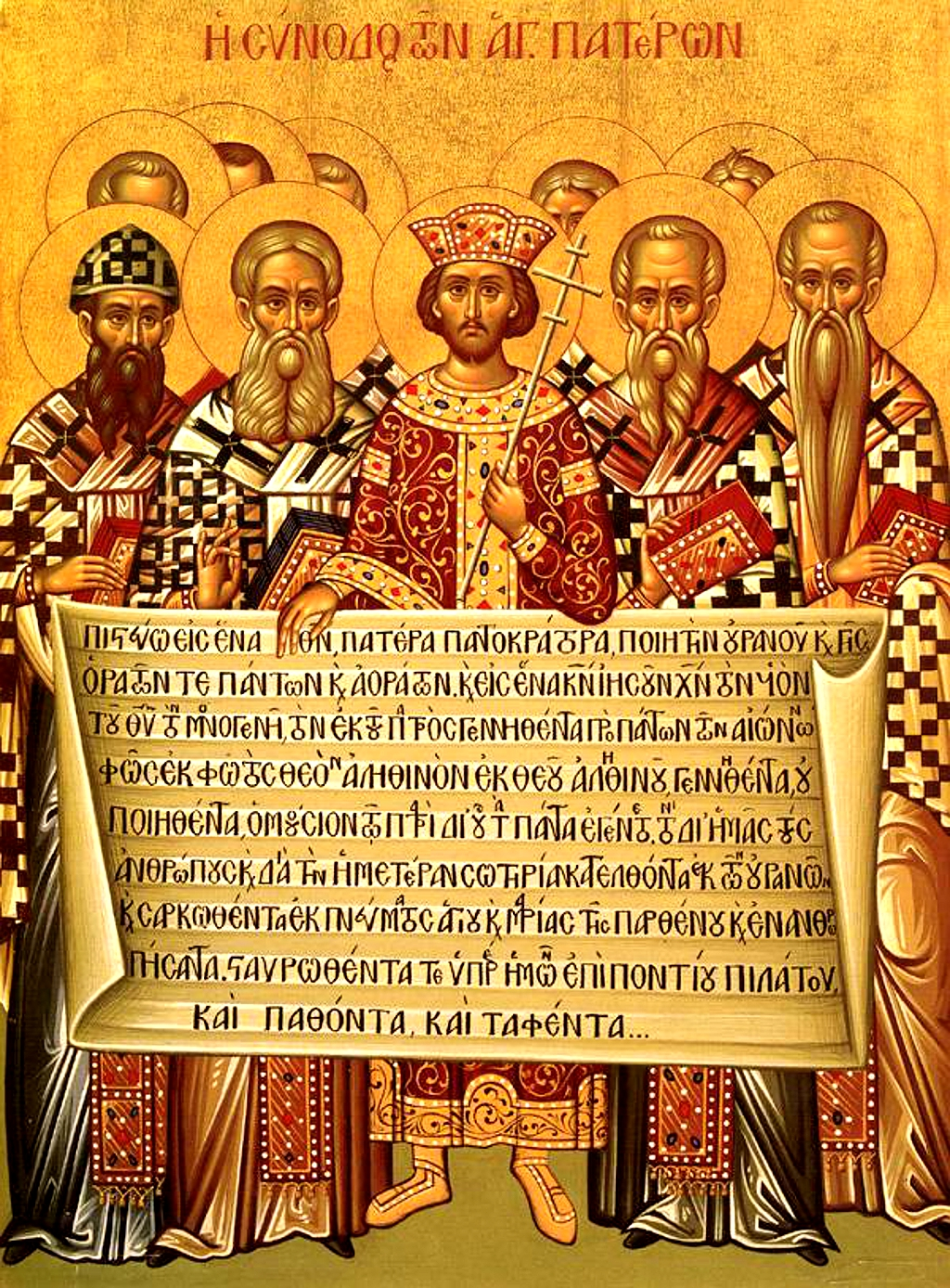
L'imperatore Costantino I fra i Padri conciliari al Concilio di Nicea del 325: il rotolo contiene anacronisticamente il testo del Simbolo niceno-costantinopolitano del 381 nella forma posteriormente datagli nella liturgia greca.

Con l'editto di Milano del 313 fu sancita la libertà di culto per il cristianesimo, ma questo non mise affatto fine alle dispute teologiche. Tuttavia, grazie all'intervento degli imperatori, che ritenevano l'unità religiosa fondamentale per l'unità dell'impero stesso, vennero convocati dei concili ecumenici allo scopo di frenare le divergenze ereticali, di affermare un'unica ortodossia e di affrontare questioni organizzative, comportamentali e disciplinare. Il primo dei quattro grandi concili fu quello di Nicea indetto da Costantino I nel 325; chiamato allo scopo di affrontare la questione dell'arianesimo, produsse decisioni su molti temi tradotti in norme, che da allora preso la denominazione di canoni. A Nicea seguirono Costantinopoli I (381), Efeso (431) e Calcedonia (451); l'ultimo in particolare ebbe la conseguenza di creare una spaccatura, ancora aperta, con la costituzione delle cosiddette Chiese ortodosse orientali (o Chiese precalcedonesi) che rigettarono la formulazione cristologica deliberata dai padri conciliari. Accanto alle decisioni conciliari continuarono a godere di grande autorevolezza per l'assetto della Chiesa gli insegnamenti dei padri della Chiesa, che rappresenteranno sempre una delle fonti di maggior prestigio del diritto canonico.
Contestualmente ai grandi concili iniziò a manifestarsi l'esigenza di raccogliere tutto il materiale normativo che regolava la vita della Chiesa in collezioni ragionate, spesso in ordine cronologico o per argomento. Tra le più importanti vi furono il Syntagma canonum e il Corpus canonum orientale, quest'ultimo composto verso la metà del IV secolo e successivamente integrato con i canoni dei concili successivi, con le lettere canoniche dei padri e con gli scritti del vescovo Tascio Cecilio Cipriano. Verso la metà del VI secolo Giovanni III Scolastico propose una sua raccolta, basata non più su criteri cronologici o sistematici, ma sul principio filosofico sotteso nelle norme.

### Periodo pre-grazianeo: primo millennio

#### Affermazione del vescovo di Roma

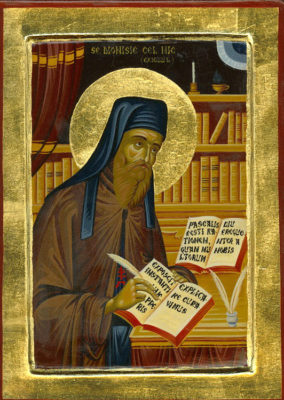
Il monaco Dionigi il Piccolo, autore della Collectio Dionysiana una delle più importanti raccolte antiche di diritto canonico comprendente decretali pontificie

Con la morte dell'imperatore Teodosio I, avvenuta nel 395, l'Impero romano venne diviso tra Oriente e Occidente e ciò contribuì al processo di allontanamento tra la Chiesa di Roma e quella orientale. Se ad Oriente l'autorità dell'imperatore persistette anche sulla Chiesa (tanto che gli storici parlano di cesaropapismo), in Occidente iniziò a guadagnare sempre più prestigio la figura del vescovo di Roma, che gradualmente si impose come capo di tutta la Chiesa, suscitando non pochi contrasti. La prima attività legislativa nota di un pontefice, anche se è molto probabile che ve ne fossero state di antecedenti, risale al 10 febbraio 385, con cui papa Siricio imponeva il celibato ecclesiastico. Il papa ricorreva a uno strumento, la decretale, simile a quello utilizzato dagli imperatori romani, dimostrando così di voler esercitare in piena coscienza la sua autorità suprema su tutta la Chiesa. Queste decretali cominciarono ad essere raccolte nelle Collectiones, che riportavano in ordine temporale le disposizioni e le parti normative. Circa un secolo dopo, papa Gelasio I in una lettera indirizzata all'imperatore di Costantinopoli Anastasio I Dicoro rivendicò il suo ruolo alla pari con quello dell'imperatore su tutta la cristianità, sebbene con giurisdizioni distinte, per l'universale benessere materiale e spirituale.
Un grande aiuto al primato papale si deve al lavoro del monaco Dionigi il Piccolo, che tra il V e il VI secolo realizzò una raccolta di diritto canonico, conosciuta come Collectio Dionysiana, comprendente i canoni del Concilio di Cartagine del 419, le decretali promulgate dai papi da Siricio a Anastasio II, fornendo al papato lo strumento normativo adatto alle sue ambizioni. La raccolta di Dionigi ebbe una tale fortuna che divenne una delle principali fonti di diritto canonico per tutto l'alto medioevo, tanto che nel 774 il pontefice Adriano I la presentò, con alcune aggiunte, a Carlo Magno, che la riconobbe come codice generale ufficiale della Chiesa dei Franchi, attribuendole sostanzialmente valore universale. Dall'opera di Dionigi in poi, almeno per l'occidente, la produzione normativa della Sede romana fu considerata sempre gerarchicamente superiore a tutte le altre, comprese le raccolte dei concili. Tale processo trovò il suo compimento con papa Gregorio Magno che, tuttavia, dovette affrontare uno scontro con il patriarca di Costantinopoli Giovanni IV Nesteutes che si era definito "ecumenico", dichiarandosi pertanto pari al vescovo di Roma; a ciò Gregorio rispose assumendo il titolo di "Servus servorum Dei" mantenuto poi dai papi successivi.

#### Alto medioevo

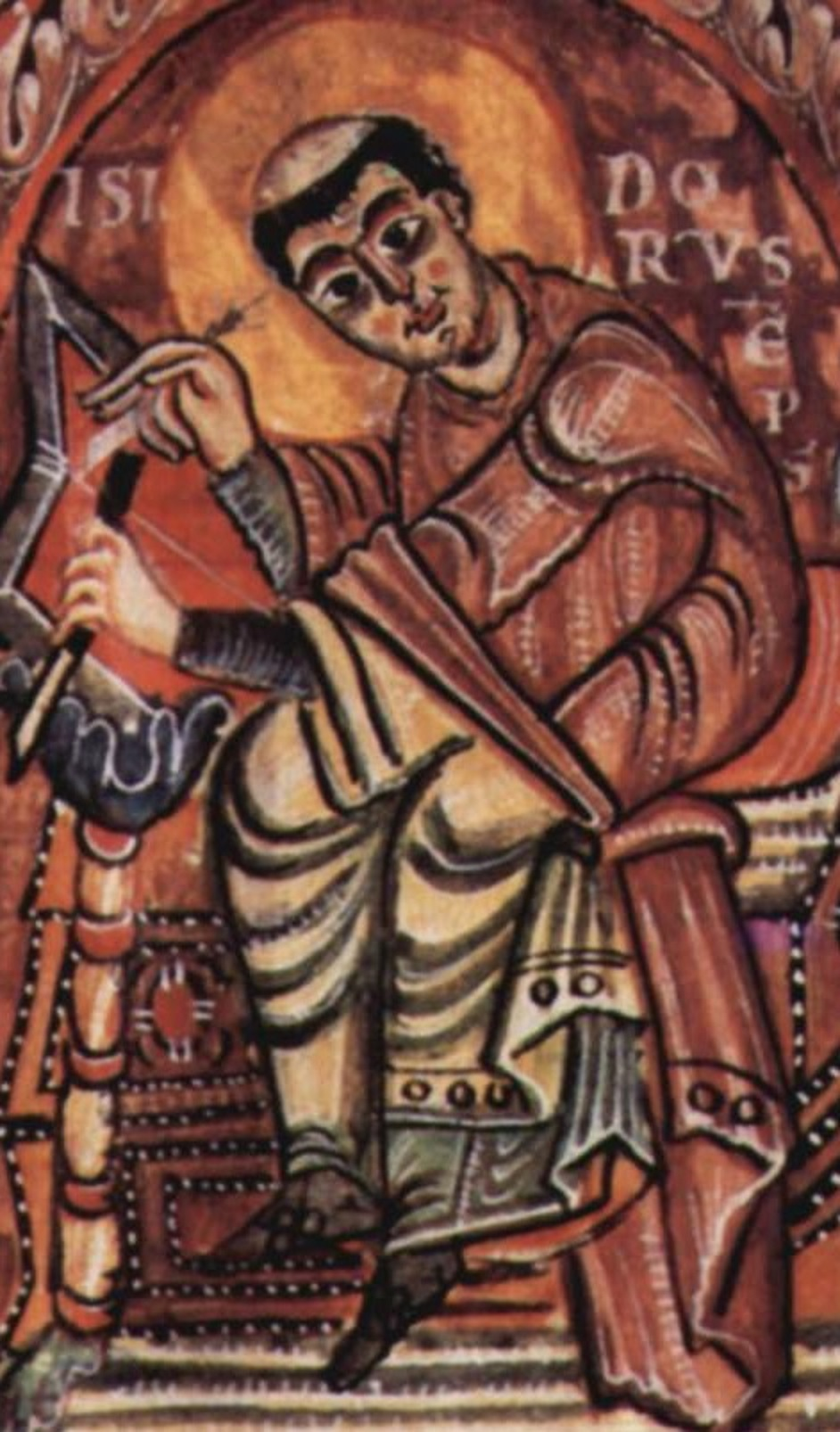
Miniatura raffigurante Isidoro di Siviglia in un manoscritto del X secolo

La Caduta dell'Impero romano d'Occidente, convenzionalmente fissata dagli storici nel 476 d.C., contribuì ad allontanare sempre di più la Chiesa latina da quella d'Oriente. Con l'instaurazione dei regni romano-barbarici la curia romana e i vescovi assunsero il ruolo di ultimi baluardi delle antiche istituzioni oramai crollate. L'antico e dotto diritto romano poté sopravvivere in occidente proprio grazie alla Chiesa, che lo fece suo nella costruzione della sua giurisprudenza, mentre in ambito civile andò sempre più a perdersi. E facendo proprio il diritto romano, la Chiesa d'occidente poté continuare per tutto l'alto medioevo a centrare la propria attività legislativa sulle decretali pontificie e sulle loro collezioni. Tra il 629 e il 636 venne realizzata la Collectio Isidoriana, così chiamata perché attribuita a Isidoro di Siviglia anche se pare non fosse stato lui il vero autore; si trattò di un'opera importante nella costruzione del diritto canonico, poiché andò a completare la Collectio Dionysiana, con l'aggiunta di altre decretali e dei canoni dei concili orientali tradotti dal greco.
Tra la fine del VI secolo e l'inizio del secolo successivo, andò sempre più in disuso l'antica pratica delle penitenza, considerata troppo rigida e di difficile applicazione, a favore della sanzione detta penitenza tariffata, comminata personalmente dal confessore al penitente. Al fine di mantenere una certa omogeneità nelle pene relativamente al peccato commesso, nacquero i primi libri penitenziali. Comparsi per la prima volta tra i monaci irlandesi, questi consistevano in un elenco dettagliato dei singoli peccati a cui erano associate le opportune penitenze prescritte per la loro espiazione. Nella commisurazione della penitenza larga attenzione era posta all'elemento intenzionale, anticipando nei tempi alcune peculiarità del diritto penale moderno.
Ad occidente, sconfitti i Longobardi nel 754, i Franchi guidati da Carlo Magno presero il controllo dell'Italia e diedero inizio a una politica di protezione nei confronti della Chiesa di Roma e del pontefice, ma, nel contempo, perpetrando fortissime ingerenze. Le costituzioni emanate dai sovrani carolingi presero il nome di "capitolari" (in latino capitulare), un termine utilizzato solitamente per la legislazione ecclesiastica, una scelta che aveva l'obiettivo di assimilare il potere temporale a quello spirituale per accrescerne la legittimità. Per regolare le faccende riguardanti la Chiesa o i monasteri vi erano dei capitolari dedicati: i capitolari ecclesiastici. L'imponente produzione legislativa di Carlo Magno e del figlio Ludovico il Pio venne raccolta nei quattro volumi del liber legiloquus tra l'826 e l'827 dall'abate Ansegiso di Fontenelle: due di questi erano dedicati a dirimere questioni inerenti al mondo laico, due per quello ecclesiastico.

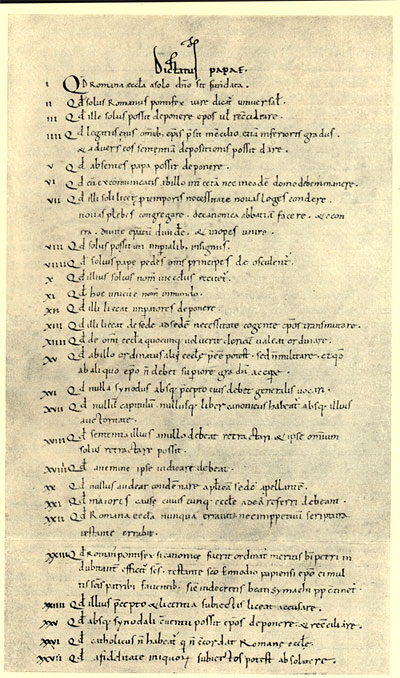
Il Dictatus papae in cui Gregorio VII espose i diritti e le prerogative che secondo lui doveva possedere il pontefice

In risposta alle gravi interferenze sulle questioni ecclesiastiche, alcuni canonisti iniziarono a produrre delle collezioni di diritto canonico con materiale falsato, in modo da fornire delle basi giuridiche, affinché la Chiesa e il papato potessero rivendicare la propria indipendenza e autorevolezza. Tra queste raccolte, la più vasta e influente furono le decretali dello Pseudo-Isidoro, composte verso la metà del IX secolo per opera di un tale non ben identificato Isidoro Mercator, che contiene la celebre donazione di Costantino, documento apocrifo secondo il quale l'imperatore del IV secolo Costantino I aveva concesso al papa il dominio su Roma e l'Italia. Per tutto il medioevo non venne mai messa in discussione la veridicità di tali decretali, finché l'analisi filologica degli umanisti del XV secolo non riscontrò gli anacronismi che ne dimostravano la falsità.
In ogni caso, il contenuto delle decretali dello Pseudo-Isidoro fu una delle basi giuridiche utilizzate dal papato per riaffermare nel corso dell'XI secolo, dopo la sudditanza patita nel cosiddetto saeculum obscurum, la propria sovranità e prestigio. Sulla spinta della riforma monastica cluniacense i papi che si susseguirono dal concilio di Sutri del 1046 in poi dettero vita ad una sostanziale riforma della Chiesa e che comportò anche gravi scontri contro l'impero in quella che è passata alla storia come "lotta per le investiture". Tali eventi ebbero profonde ripercussioni anche sul diritto canonico; validi teologi come Umberto di Silva Candida, Federico Gozzelon e Pier Damiani costruirono un solido impianto dottrinale e giuridico per condannare la simonia, il nicolaismo e rafforzare l'autorità del pontefice. Nel 1059 papa Niccolò II promulgò la bolla In nomine Domini, con cui si sottraeva al potere imperiale e alla nobiltà romana l'elezione del pontefice attribuendone il diritto al solo collegio cardinalizio. Ma il vero protagonista della riforma fu papa Gregorio VII e la sua lotta per imporre la figura del vescovo di Roma come vera autorità suprema sulla comunità cristiana, superiore anche allo stesso imperatore; di Gregorio VII, al secolo Ildebrando di Soana, è il celebre Dictatus papae, un documento di natura controversa contenente una serie di 27 affermazioni riguardanti diritti e prerogative che nelle intenzioni dell'autore dovevano essere attribuite al papa.
Tutto questo però non riguardò la Chiesa ortodossa di Costantinopoli: nel 1054 si era infatti consumato il grande scisma scaturito dalle reciproche scomuniche intercorse tra il patriarca Michele I Cerulario e i legati di papa Leone IX dopo una serie di disaccordi su questioni teologiche e giuridiche, come il dibattito sul Filioque, il celibato ecclesiastico, e il riconoscimento del primato papale. Nonostante alcuni infruttuosi successivi tentativi di ricomposizione dello scisma, la comunione tra la Chiesa d'Oriente e d'Occidente non verrà più ristabilita e pertanto esse proseguiranno la propria storia su strade diverse, ognuna con il proprio peculiare diritto che comunque già da secoli divergeva.

### Periodo classico: XII-XVI secolo

#### IlDecretum Gratiani

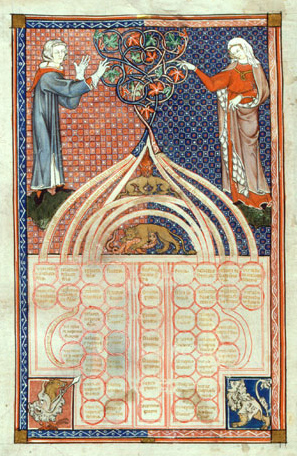
Il giurista Graziano (1140)

Il nuovo assetto raggiunto dalla Chiesa di Roma dopo la Riforma dell'XI secolo rese necessario il poter disporre di un corpo legislativo unico in grado di far fronte alle mutate esigenze. Tra i primi a cimentarsi nell'impresa di riordinare il diritto canonico fino ad allora esistente vi fu il vescovo e cardinale Anselmo di Lucca, che nel 1081 aveva iniziato a curare la Collectio canonum, una raccolta in tredici libri di fonti del diritto canonico attinte soprattutto dalle Regulae Ecclesiasticae di Burcardo di Worms, e il cardinale Deusdedit autore di una Collectio. A loro seguirono molteplici altri minori tentativi di raccolta, che culminarono nel compendio di diritto canonico realizzato agli inizi del XII secolo da Ivo di Chartres.
Il punto di svolta si ebbe però intorno al 1140 quando Graziano, probabilmente un monaco originario dell'Umbria e operante a Bologna, dove era già attiva la celebre scuola dei glossatori, portò a termine la prima effettiva opera giuridica su testi canonici, il famoso Decretum Gratiani. Il Decretum fu una poderosa compilazione in cui riunì quasi 4 000 scritti che comprendevano i testi dei padri della Chiesa, i canoni dei grandi concili e sinodi locali, i documenti prodotti dai vari pontefici. Largo spazio venne dato alla produzione di Sant'Agostino e di papa Gregorio Magno; vennero presi in considerazione anche passi tratti da testi di diritto romano secolare. L'opera di Graziano fu così importante che la sua realizzazione è considerata dagli storici del diritto come l'inizio del "periodo classico", o "età aurea", del diritto canonico poiché esso «si costituisce come un tutto coerente, senza lacune, con una gerarchia senza smagliature».
L'innovazione del lavoro di Graziano, «più psicologico e proiettato all'utilizzo futuro» rispetto ai predecessori, fu quella di aggiungere brevi commenti ai testi (i dicta di Graziano) con l'obiettivo di chiarirne il significato e risolvere le contraddizioni; tale intento è ben chiaro dal titolo originale dell'opera: Concordia discordantium canonum. Fino a quel momento, infatti, il diritto canonico era solo un insieme di canoni tratti da svariate fonti e alcune norme potevano apparire in contrasto con altre. La metodologia utilizzata fu quella di «esporre le varie questioni e prospettare le vaie soluzioni a sostegno delle quali riferiva le auctoritates di disposizioni contrastati tentando l'opera di "concordia"» secondo i criteri che potevano essere: l'analisi della ratio legis della norma, il principio che la norma posteriore abroga quella anteriore, quello per cui la norma particolare deroga a quella generale.
Sebbene il decretum non sia mai stato riconosciuto ufficialmente dalla Chiesa, esso contribuì enormemente alla successiva produzione giuridica, similmente a quello che avvenne con i glossatori di Bologna. Infatti, in coincidenza col fiorire delle università italiane e della dottrina giuridica, il Decretum ricevette molti commenti, glosse e fu oggetto di numerosi studi. Tra i più importanti giuristi che dettero il loro contributo vi furono Uguccione da Pisa e Giovanni Teutonico, che realizzò una glossa ordinaria al lavoro di Graziano, successivamente corretta e ampliata da Bartolomeo da Brescia.

#### Le raccolte del periodo classico maturo

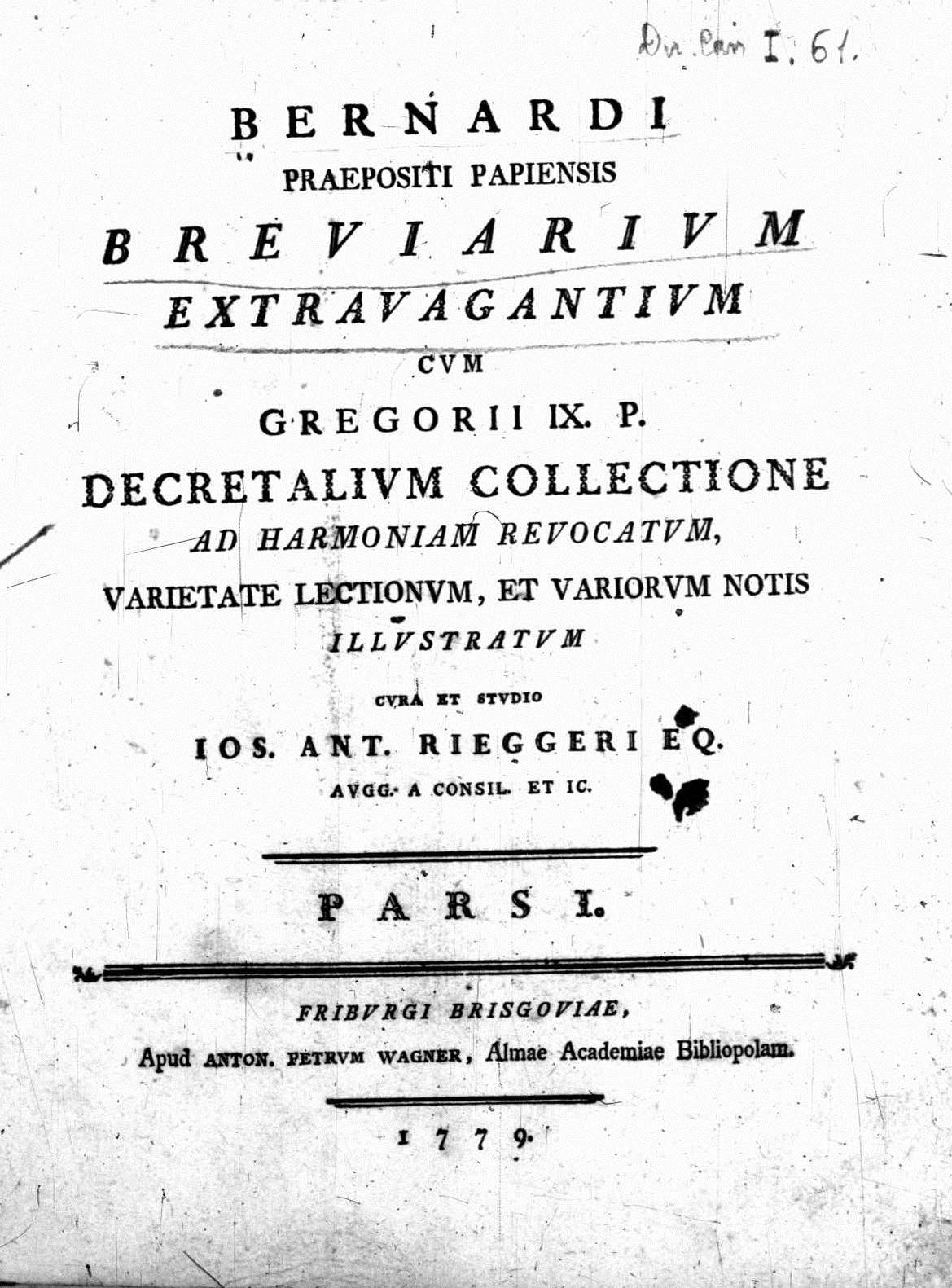
Breviarium extravagantium di Bernardo Balbi, la prima delle cinque collezioni conosciute come Quinque compilationes antiquae.

La Riforma dell'XI secolo aveva conferito alla gerarchia della Chiesa cattolica un assetto gerarchico con il pontefice posto al vertice, al pari di un monarca assoluto. Da papa Alessandro III, il cui pontificato iniziò nel 1159, a Bonifacio VIII (a cavallo tra XIII e XIV secolo), il potere dei papi raggiunse il suo massimo e il loro prestigio fu ben testimoniato dall'intensa attività legislativa, a cui si dedicarono come mai avevano fatto prima.
La vasta produzione giuridica della Chiesa spinse molti giuristi a realizzare nuove raccolte che permettessero un agile utilizzo di tali fonti. Tra i primi a cimentarsi in tali imprese vi fu il pavese Bernardo Balbi che, tra il 1187 e il 1191, portò a termine un'antologia di decretali pontificie, chiamata Breviarium extravagantium, con l'obiettivo di completare l'opera di Graziano. Per la sua opera, Balbi ricorse a una suddivisione in cinque libri (norme generali, attività processuale, vita e beni dei religiosi, matrimonio, diritto penale), un'impostazione che verrà seguita dai posteri. Sebbene l'opera non venisse ufficialmente approvata, rimanendo un'iniziativa privata, il Breviarium extravagantium rivestì un'importanza enorme ed è considerata la prima delle cinque collezioni (conosciute come Quinque compilationes antiquae).
Al lavoro di Balbi seguì quello di Giovanni del Galles che realizzò, anch'egli di propria iniziativa, la seconda delle compilationes antiquae. La terza compilatio fu la prima a ricevere la sanzione ufficiale da un papa, venendo promulgata nel 1210 con la bolla Devotioni vestrae. L'incarico di redigerla venne affidato a Pietro Collevaccino da parte di Innocenzo III, papa con un passato da giurista, che volle raccogliere le decretali da lui stesso emanate dal momento della sua elezione fino ad allora. Giovanni Teutonico fu, invece, l'autore della quarta, in cui raggruppò le decretali degli ultimi sei anni del pontificato di Innocenzo III e i provvedimenti adottati dal Concilio Lateranense IV del 1215. L'opera, tuttavia, non ricevette l'approvazione pontificia e rimase quindi una collezione privata. Diversamente, la quinta raccolta tornò ad avere un carattere ufficiale, venendo promulgata da Onorio III con la bolla Novae causarum del 2 maggio 1226. L'autore fu il giurista Tancredi da Bologna, il quale attinse, per ordine dello stesso pontefice, ai registri della cancelleria papale. Tutte queste cinque collezioni, debitamente numerate, divennero i testi fondamentali di diritto canonico nei corsi d'insegnamento universitario.

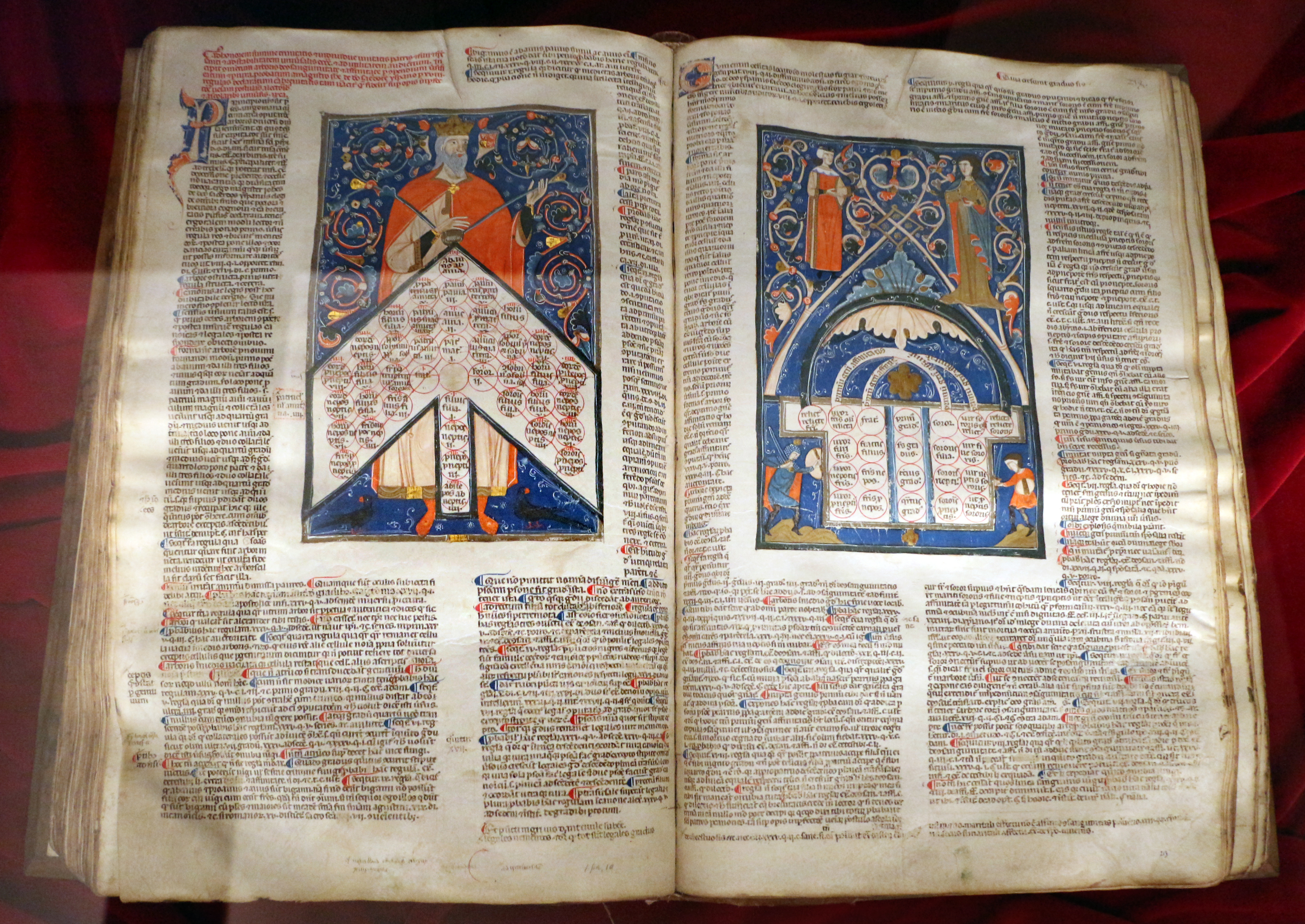
Pagina del Liber Extra di Gregorio IX con commento di Bernardo da Parma, manoscritto del 1290 circa.

Le Quinque compilationes vennero poi superate dal Liber Extra redatto nel 1245, cent'anni dopo il decretum di Graziano, dal giurista Raimondo di Peñafort per volere di papa Gregorio IX. Mantenendo l'organizzazione in cinque libri inaugurata da Balbi e oramai consolidata, l'opera di Raimondo raccolse tutte le decretali giuridicamente più significative successive al lavoro di Graziano, diventando il volto ufficiale del diritto canonico classico e mostrandone il raggiungimento di una compiuta maturità. Raimondo portò a termine una vastissima opera di sistemazione organica di tutte le fonti giuridiche ecclesiastiche, comprese le definizioni dogmatiche e le norme liturgiche. Con questa compilazione la Chiesa si dotò definitivamente di un corpus giuridico finito, in cui si erano cristallizzati i principi di fondo e gli ambiti applicativi che non riguardavano solo le materie esclusivamente ecclesiastiche, ma anche altri contesti essenziali della società come il matrimonio. Il quadro delineato dal Liber Extra fu così maturo che, almeno nelle sue componenti essenziali, rimase sostanzialmente invariato fino a influenzare le codificazioni dell'inizio del XX secolo.

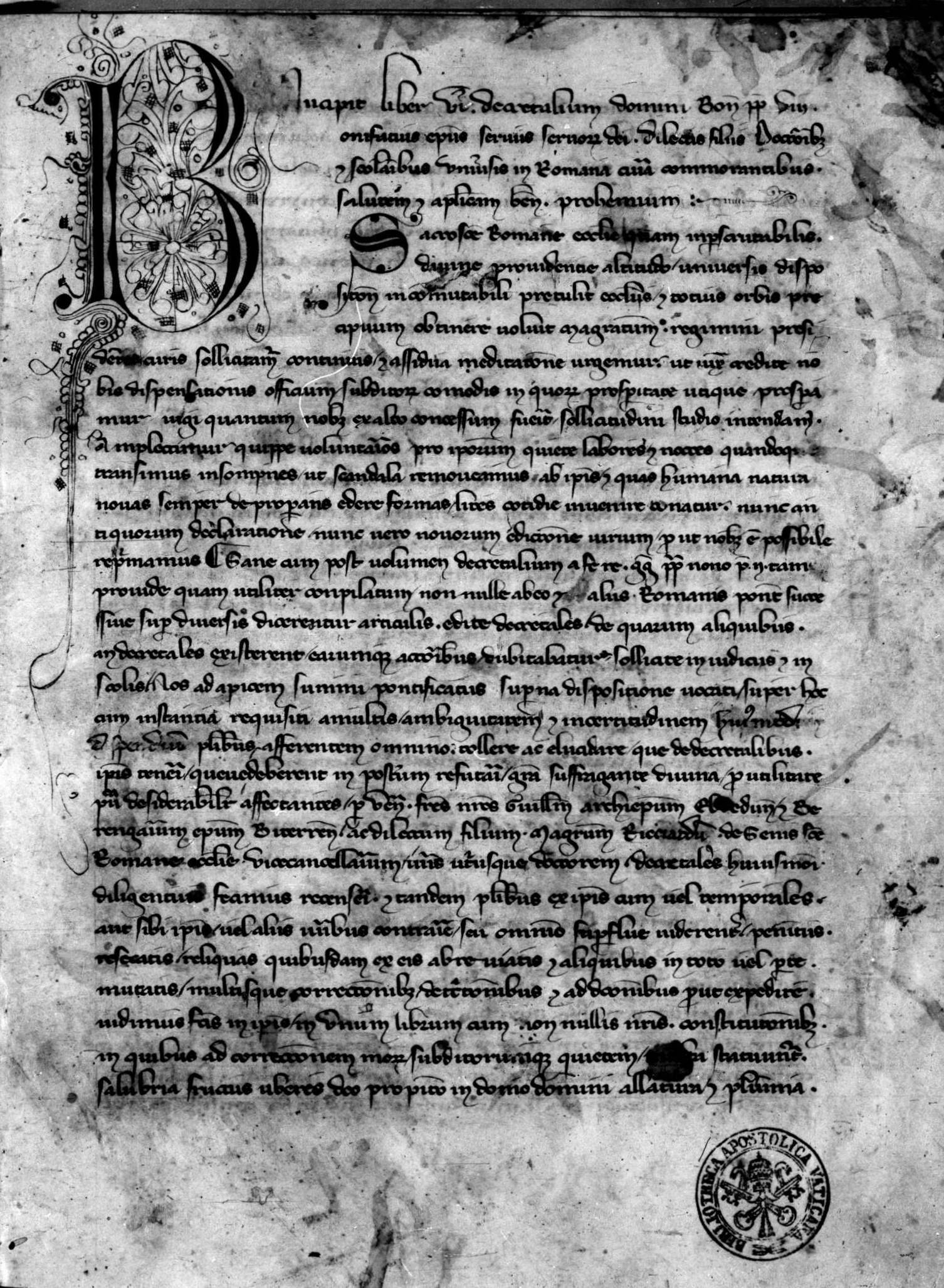
Liber Sextus, manoscritto dell'inizio del XIV secolo

Peraltro, il Liber Extra non mise fine alla realizzazione di ulteriori collezioni fatte realizzare da successivi pontefici, come Innocenzo IV, Gregorio X e Niccolò III, per raccogliere le proprie decretali. In tal senso, l'opera più influente fu quella voluta da papa Bonifacio VIII, che la chiamò Liber Sextus, in quanto, inizialmente, doveva essere solo un'appendice all'opera di Gregorio IX, pensata come aggiornamento: promulgato con la bolla Sacrosanctae Romanae Ecclesiae del 3 marzo 1298, il Liber Sextus, in realtà, può essere considerato una vera e propria raccolta suddivisa in cinque libri, realizzata da una commissione di tre canonisti dopo due anni di lavoro. In fondo all'opera compare, per la prima volta in una compilazione canonica, un titolo de regulis iuris (ad imitazione del Digesto), scritto dal giurista Dino del Mugello dimostrando l'impostazione romanistica dell'opera.
Agli inizi del XIV secolo quando la sede pontificia era stata trasferita ad Avignone, papa Clemente V pensò di aggiornare le raccolte dei predecessori, comprendendo anche i canoni del Concilio di Vienne, dando vita a un Liber Septimus, conosciuto anche come Clementinae. La sua morte avvenuta nel marzo 1314, quando ancora l'opera non era stata ufficialmente promulgata, ne mise in dubbio il valore giuridico. Pertanto si dovette aspettare la bolla Quoniam nulla del 25 ottobre 1317 con cui il successore, papa Giovanni XXII, ne confermò la promulgazione, senza peraltro apportare alcuna modifica. Le Clementinae furono l'ultima raccolta sanzionata da una bolla pontificia, e quindi dotata di ufficialità; le due che seguirono furono lavori di iniziativa privata, che, tuttavia, circa due secoli dopo faranno anch'esse parte del Corpus Iuris Canonici: le Extravagantes Iohannis XXII, una raccolta di decretali di papa Giovanni XXII realizzata nel 1317, e le Extravagantes communes, compilate da Giovanni di Chappuis alla fine del XV secolo con l'intento di raccogliere la produzione giuridica da Urbano IV a Sisto IV.

#### Scisma d'Occidente e teoria del conciliarismo

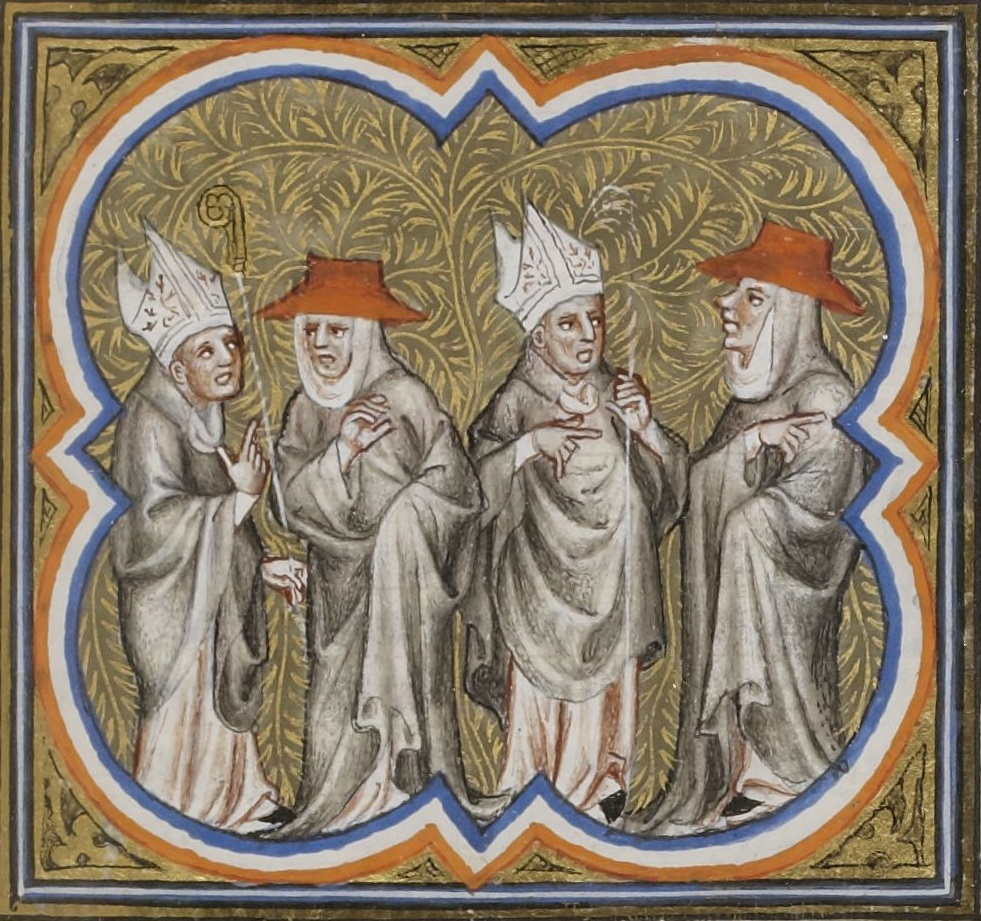
Tra il 1378 e il 1418 la Chiesa si trovò divisa in due "obbedienze", suscitando un vivace dibattito sia teologico sia giuridico

Lo Scisma d'Occidente che spaccò la cristianità occidentale dal 1378 al 1418 ebbe forti ripercussioni anche sul diritto canonico, in quanto i più insigni professori di teologia dell'università del tempo vennero chiamati a esprimersi su come poter ricomporre tale frattura. Dopo un iniziale sostegno al papa di Avignone, i teologi Pierre d'Ailly e Jean Gerson dell'Università di Parigi e Francesco Zabarella di Padova, proposero la convocazione di un concilio ecumenico, a cui sarebbe stata demandata la decisione su chi legittimamente occupasse in quel momento la cattedra di Pietro. Tale soluzione, che implicava il riconoscimento di un'autorità del concilio superiore a quella del pontefice, si basava in gran parte sul pensiero del filosofo Guglielmo di Occam ed è conosciuta come "tesi conciliare" (o conciliarismo). Stando a questa dottrina, dunque, un concilio possedeva l'autorevolezza per sollevare un papa considerato eretico o scismatico. Vi erano ulteriori punti di vista riguardanti su chi dovesse convocare il concilio tra il papa o i cardinali.
La proposta dei professori trovò dapprima soddisfazione nella convocazione nel 1409 nel concilio di Pisa, che tuttavia complicò solo la situazione, e soprattutto nel concilio di Costanza tenutosi tra il 1414 e il 1418 nel corso del quale gli esponenti delle università, e in particolare Pietro d'Ailly, poterono intervenire da protagonisti, contribuendo alla ricomposizione dello scisma. Forti di questo precedente, nel successivo Concilio di Basilea, Ferrara e Firenze del 1431, gli universitari parteciparono in gran numero con le premesse di poter fare la differenza. A causa di discordie interne e dell'intransigenza di papa Eugenio IV, il concilio si concluse con un fallimento; le teorie conciliariste rimasero comunque in seno al mondo universitario, ma sempre sul piano teorico, senza più avere le pretese di applicarle alla vita della Chiesa.

#### Concilio di Trento eCorpus Iuris Canonici

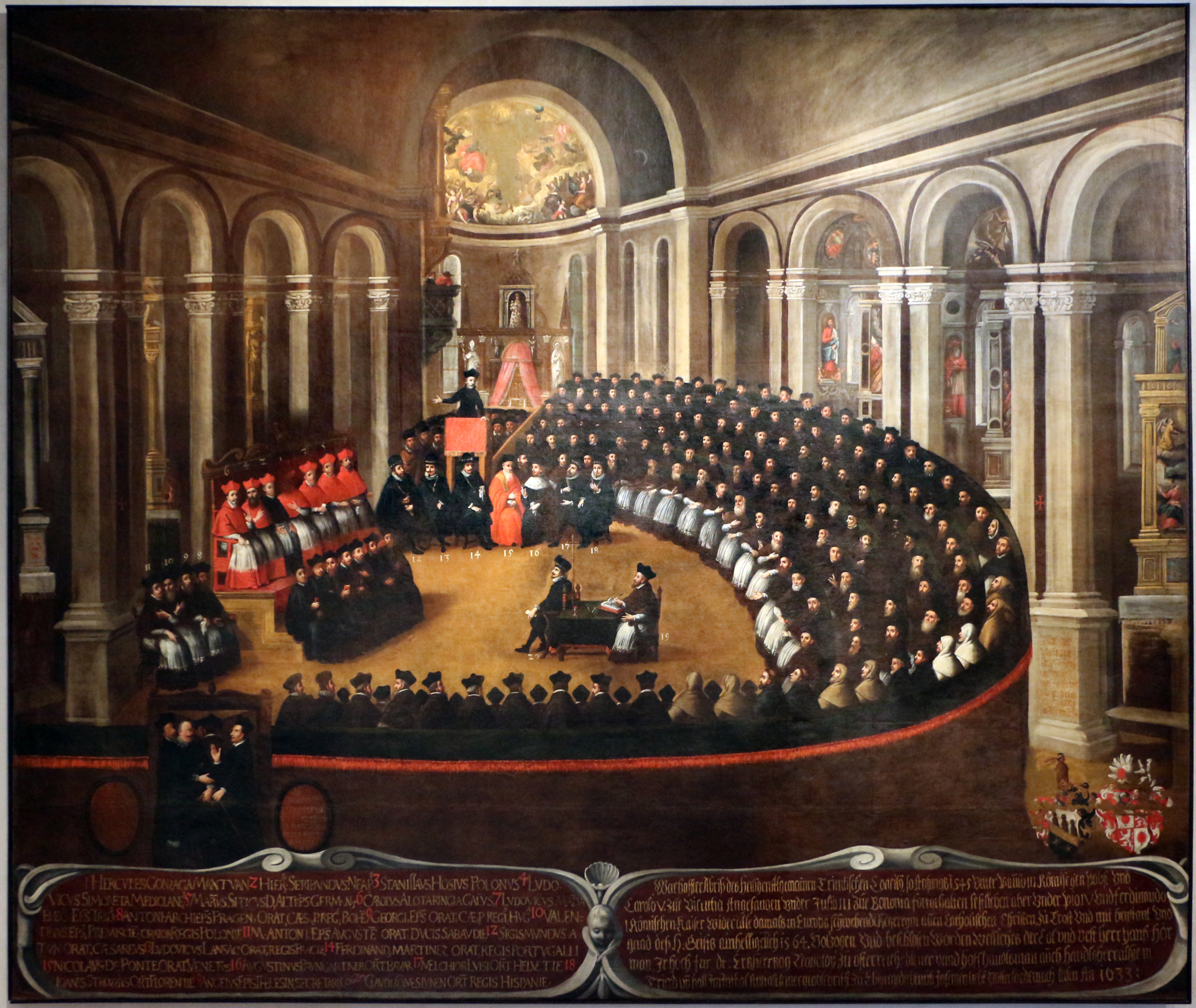
Il Concilio di Trento tenutosi nella chiesa di Santa Maria Maggiore, in un dipinto di Elia Naurizio conservato presso il Museo diocesano tridentino

La crisi morale e teologica che aveva colpito la Chiesa nel Quattrocento fece sì che il XVI secolo si aprisse con lo scoppio della riforma protestante nei paesi tedeschi, dove si mise fine all'unità religiosa in Europa, e l'insorgere delle guerre di religione che insanguinarono il continente per oltre un secolo. Per arginare il movimento riformatore, la Chiesa cattolica dette vita anch'essa a un processo di cambiamento, noto come "controriforma", che ebbe sostanzialmente inizio con la convocazione da parte di papa Paolo III nel 1545 del concilio di Trento. Conclusosi dopo sospensioni e complicate vicende nel 1563 sotto il pontificato di papa Pio IV, il Concilio elaborò nuove regole dottrinarie, ma anche e soprattutto disciplinari, che contribuirono a fissare l'aspetto giuridico dell'organizzazione ecclesiastica della Chiesa in maniera rilevantissima. I decreti conciliari vennero pubblicati il 26 maggio 1564 in forza della bolla Benedictus Deus sotto il nome di Canones et decreta sacrosancti oecumenici concilii tridentini. Inoltre, per vigilare sulla corretta applicazione e interpretazione dei decreti, papa Pio IV istituì la congregazione del Concilio.
Uno degli effetti più rilevanti in campo giuridico del concilio venne raggiunto con il decreto Tametsi, con cui venne regolato il matrimonio canonico, stabilendo un requisito di forma per la sua validità e introducendo l'istituto delle pubblicazioni, che dovevano precederlo. Secondo le disposizioni contenute nel decreto, il matrimonio doveva essere celebrato dinnanzi al parroco personale di uno dei nubendi e alla presenza di almeno due testimoni. Furono anche istituiti i registri parrocchiali, in cui il matrimonio doveva essere trascritto, così come dovevano essere registrati nascite e decessi.

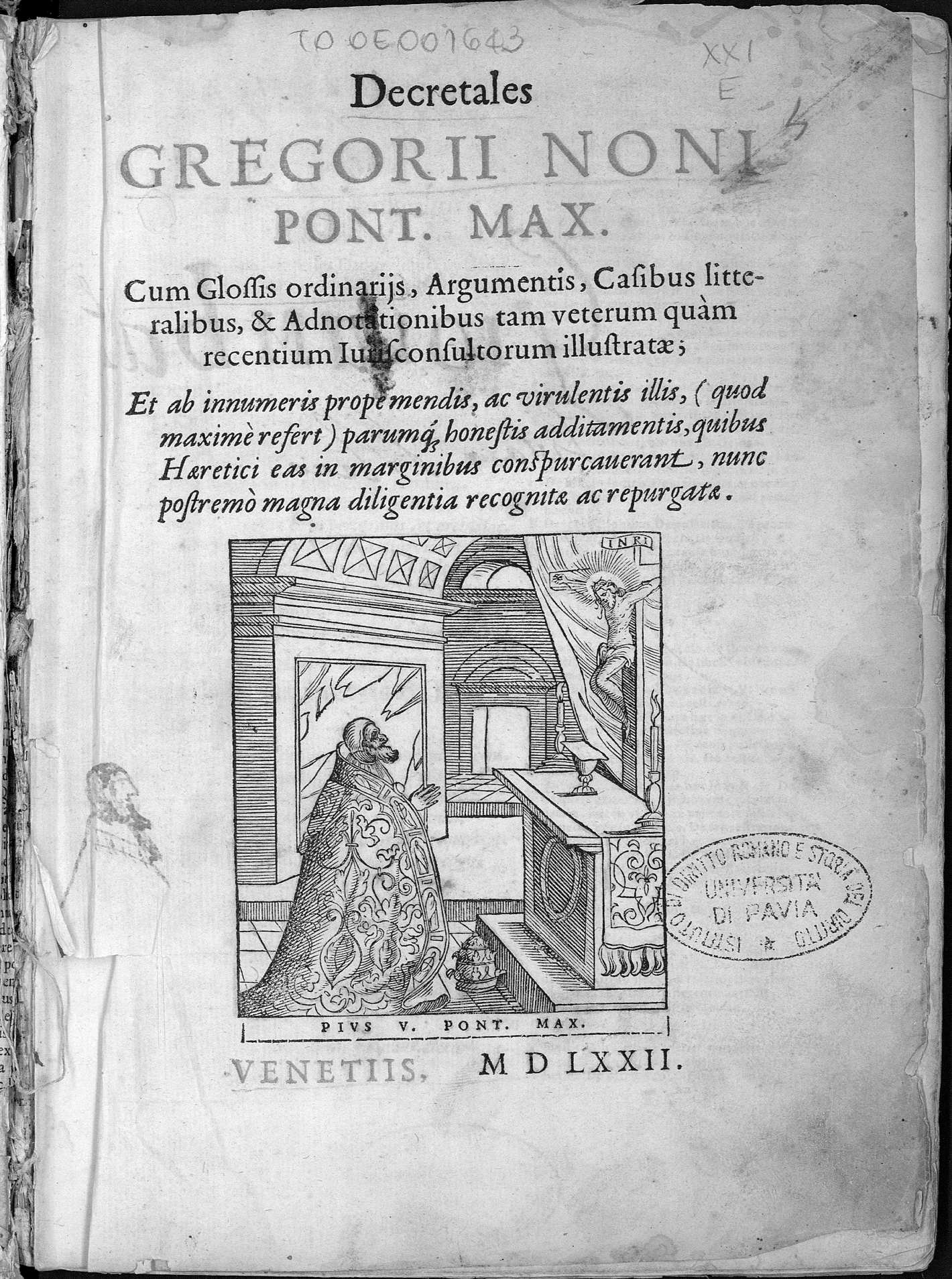
Corpus Iuris Canonici, edizione del 1572

I lavori conciliari avevano messo in luce la necessità di rivedere in modo organico il corpus normativo della Chiesa cattolica. Già il Concilio di Basilea del 1431 aveva identificato le sei collezioni di diritto canonico che avrebbero dovuto costituirlo, ovvero: il Decretum Gratiani, il Liber Extra, il Liber Sextus, le Clementinae, le Extravagantes Johannis XXII e le Extravagantes communes. Tuttavia, nel corso degli anni erano state pubblicate diverse edizioni delle stesse raccolte, la cui diffusione venne agevolata dall'introduzione della stampa a caratteri mobili: questa varietà di edizioni rese difficoltosa l'applicazione delle norme. Così, negli anni 1560 papa Pio IV nominò una commissione di cardinali e giuristi, detta dei Correctores Romani, a cui conferì l'incarico di rivedere, emendare e correggere il testo di tutte le sei collezioni, così da giungere a un'edizione corretta dal punto di vista filologico. Dopo circa un ventennio di lavori, finalmente papa Gregorio XIII poté approvare con il breve apostolico Cum pro munere del 1º luglio 1580 i risultati della commissione, ordinando la stampa di quello che è conosciuto come Corpus Iuris Canonici. Due anni dopo, con il breve Emendationem Gregorio XIII ordinò l'applicazione del Corpus, vietando qualsiasi modifica al testo.
Alla prima edizione del Corpus, chiamata generalmente "editio romana", ne seguirono altre, a cui vennero aggiunti ulteriori testi giuridici in appendici, tra cui l'opera di Giovanni d'Andrea e le Institutiones Iuris Canonici. Quest'ultima è un manuale di diritto canonico scritto da Giovan Paolo Lancellotti negli anni 1580 su richiesta di papa Paolo IV, il quale voleva, sull'esempio di Giustiniano, pubblicare un testo legale di istituzioni. Tuttavia, l'opera di Lancellotti non ebbe l'approvazione ufficiale pontificia da parte di papa Pio V e dunque venne pubblicata privatamente; fu successivamente accolta nelle edizioni del Corpus.

### Periodo moderno: XVII-XIX secolo

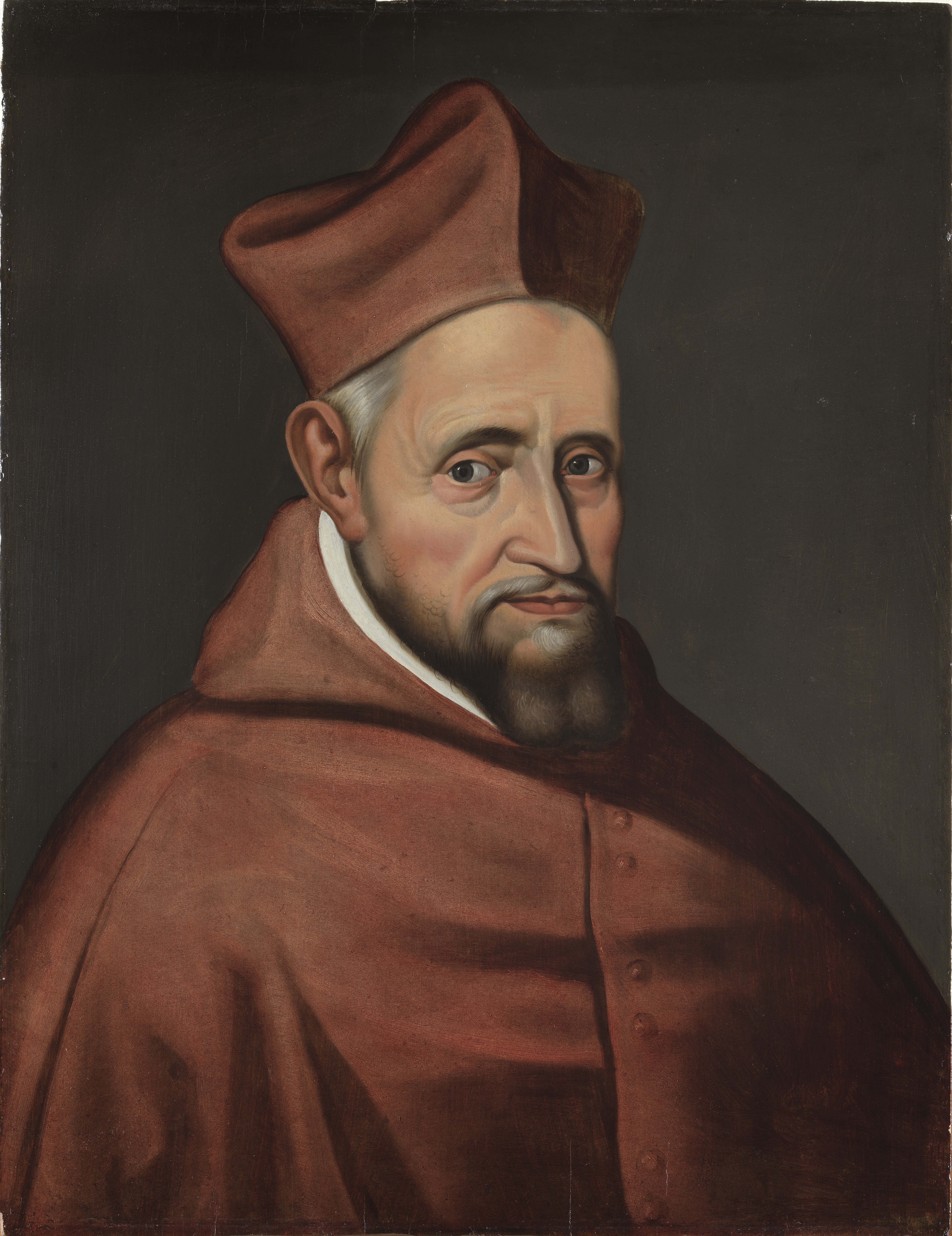
Il teologo e giurista Roberto Bellarmino

L'evoluzione del diritto canonico mutò profondamente dopo il concilio di Trento. Il divieto posto a qualsiasi interpretazione del Corpus Iuris Canonici che non fosse quella autentica limitò lo studio ad una semplice esegesi del testo, senza che vi fosse alcun contributo originale. Di conseguenza, maggiore attenzione iniziò ad essere posta alle decisioni dei tribunali ecclesiastici e delle congregazioni che, dopo una selezione, venivano raccolte in apposite edizioni per future consultazioni. Inoltre, vedendosi negata la possibilità di apportare innovazioni al diritto della Chiesa, i canonisti del XVII secolo si addentrarono in altri campi, come la teologia pratica e il diritto generale, introducendo svariate influenze. Tra questi si ricordano Roberto Bellarmino, Tomás Sánchez, Francisco Suárez e altri esponenti della celebre università di Salamanca.
Il secolo successivo fu contraddistinto dalla nascita del diritto pubblico ecclesiastico, quale materia in cui vengono studiati i rapporti tra la Chiesa e lo Stato, ovvero il diritto pubblico. La sua origine avvenne in risposta al rapporto sempre più conflittuale con gli Stati temporali, che portò al periodo del cosiddetto giurisdizionalismo, in cui le autorità civili pretendevano di intromettersi nelle materie ecclesiastiche. I canonisti si sforzarono di affermare che la Chiesa e lo Stato, nei loro ambiti, sono due società perfette, e che la prima ha diritto e necessità di tutte le sue libertà, specialmente la non soggezione alla realtà politica. Furono in particolare i maestri di Würzburg a creare questo filone particolarmente polemico verso le correnti gianseniste e regaliste, rivendicando allo stesso tempo il diritto della Chiesa a una propria predominanza giurisdizionale, giustificata in quanto il fine della salvezza dell'anima doveva essere considerato superiore al fine temporale. Solo dopo la Rivoluzione francese la separazione tra Chiesa e Stato si compì definitivamente e il diritto canonico si divise da quello secolare: gli Stati non fornirono più sostegno alla Chiesa (cosiddetto separatismo), che si trovò a dover codificare da sola le proprie regole. Riguardo all'affermazione del diritto pubblico ecclesiastico, importante fu la bolla Quod divina sapientia, con cui papa Leone XII riformò l'università pontificia.
Per tutto l'Ottocento lo sviluppo del diritto canonico in Francia, Spagna e Italia fu assai modesto, soffocato da un'eccessiva burocratizzazione della materia. In questo scenario fecero eccezione i numerosi trattati del gesuita francese Dominique-Marie Bouix e quelli della scuola tedesca: fu proprio in Germania che, grazie agli stimoli della scuola storica del diritto e della pandettistica, si iniziò a superare la tradizionale analisi puramente esegetica del diritto canonico a favore di un approfondimento della sua storia e delle sue fonti. Tra i giuristi che si cimentarono in tali analisi possono essere ricordati Friedrich Carl von Savigny, Hermann Wasserschleben, Emil Albert Friedberg e Johann Friedrich von Schulte: i loro lavori portarono anche allo sviluppo del diritto ecclesiastico di Stato, il cui oggetto di studio era la relazione tra Stato e Chiesa.

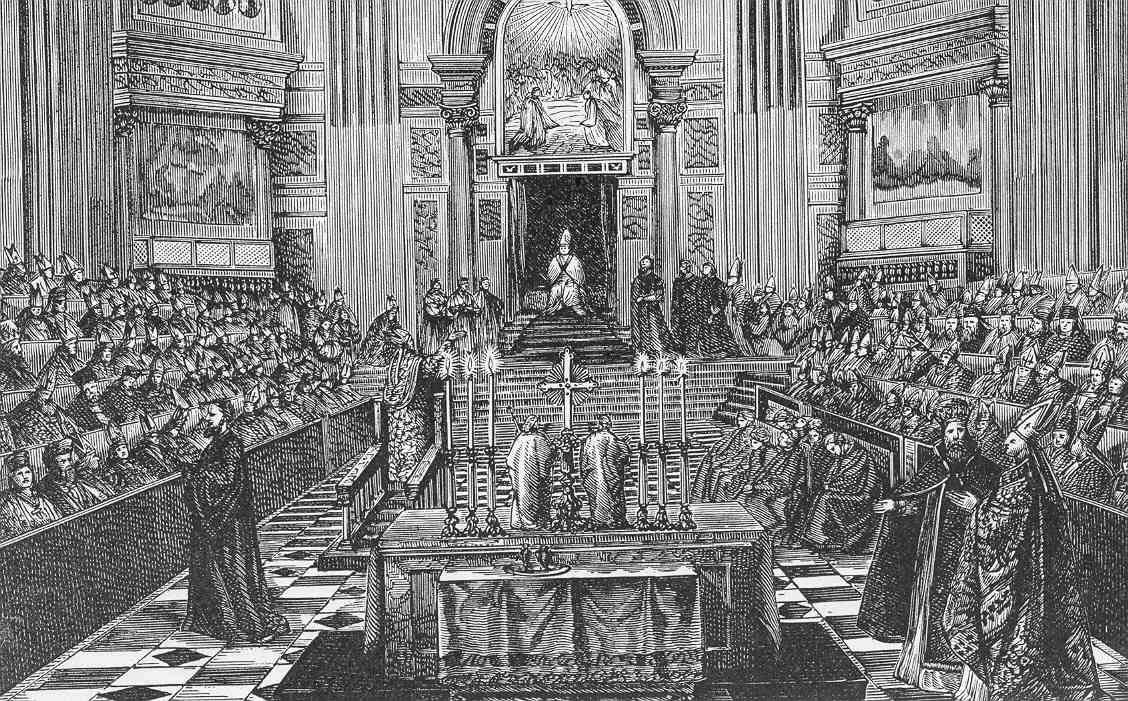
Il Concilio Vaticano I

Nella seconda metà dell'Ottocento, il diritto canonico visse una profonda crisi, poiché la scuola tedesca dovette soccombere alle critiche, mosse soprattutto dai teologi protestanti, riguardanti l'impossibilità di conciliare i valori giuridici della società civile con quelli della comunità ecclesiastica. Inoltre, l'affermazione dello stato liberale, che non riconosceva le norme canoniche, il diffuso anticlericalismo della seconda metà dell'Ottocento e la diffusione dei codici di diritto rendevano agli occhi di molti obsoleto il diritto canonico, che ancora faceva affidamento a fonti medievali, e contribuirono al suo declino. Un tentativo di codificazione proposto dal Concilio Vaticano I andò a vuoto, a causa della sospensione dei lavori dovuta alla Presa di Roma da parte del Regno d'Italia. Nell'arido panorama che contraddistinse il diritto canonico tra fine XIX e inizio XX secolo si distinse comunque il lavoro di Franz Xaver Wernz, che gettò le basi per la futura opera di codificazione.

### Periodo contemporaneo: dal XX secolo

#### Codice Piano Benedettino (1917)

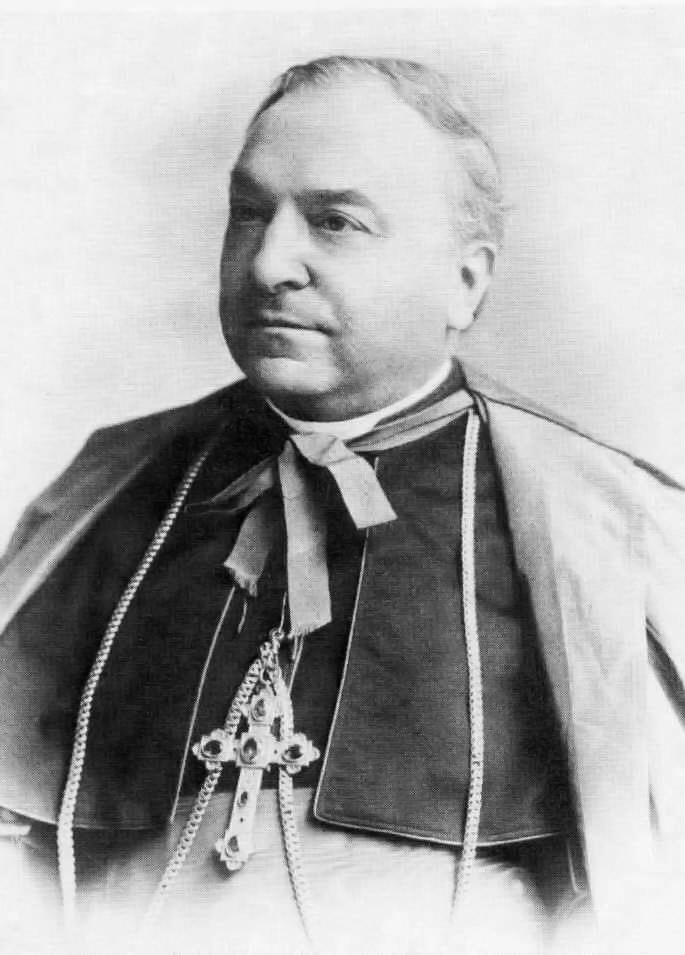
Il cardinale Pietro Gasparri, protagonista della realizzazione del codice Piano Benedettino

L'avvento nel 1804 del codice civile napoleonico aprì una nuova era del diritto. Su tale esempio, seguito da molti ordinamenti laici, anche nella Chiesa cattolica ebbe inizio un vivace dibattito sull'opportunità di procedere con la codificazione del proprio diritto. I sostenitori sottolineavano la necessità di rendere più coerente un diritto oramai afflitto da antinomie, mentre i contrari vedevano la codifica del diritto come una subalternità all'Illuminismo e alla concezione napoleonica, che andava contro la Chiesa e che sembrava sminuire la consuetudine. Dopo la prematura conclusione dell'assise conciliare nel 1870, il tema della codificazione tornò di attualità con l'elezione al soglio pontificio di papa Pio X, che, fautore di una modernizzazione della struttura ecclesiastica e della curia romana, vedeva favorevolmente la promulgazione di un codice di diritto canonico.
Con il motu proprio Arduum sane munus, l'impresa fu affidata a una commissione pontificia, guidata dal cardinale Pietro Gasparri, che collaborò con vescovi, università e superiori degli ordini religiosi. I lavori durarono quasi dieci anni, sopravvivendo a Pio X, morto nel 1914, e dopo aver avuto il benestare prima da parte di una commissione cardinalizia, poi da una di prelati della curia romana, nel giorno di Pentecoste del 1917 papa Benedetto XV poté promulgare con la bolla pontificia Providentissima Mater il codice Piano Benedettino. In esso, i compilatori riuscirono nell'intento di fare una sintesi di tutta la sapientia giuridica canonica, mettendola in un vero e proprio codice composto da brevi e sintetici canoni (2414 in totale), con cui si regolava la vita giuridica della Chiesa. Il codice era diviso in cinque libri, mantenendo lo schema delle precedenti compilazioni: Norme generali, persone, cose, processi, delitti e pene. In appendice vennero inseriti otto documenti che regolavano materie non comprese nel codice, tra cui l'elezione del pontefice. Furono escluse la materia liturgica, il diritto pubblico esterno e il diritto delle Chiese cattoliche di rito orientale. Il codice, inoltre, non comprendeva i rapporti tra Stati e Chiesa, mentre abrogava tutta la precedente legislazione, eccetto i diritti acquisiti, gli indulti concessi e le consuetudini centenarie o immemorabili.

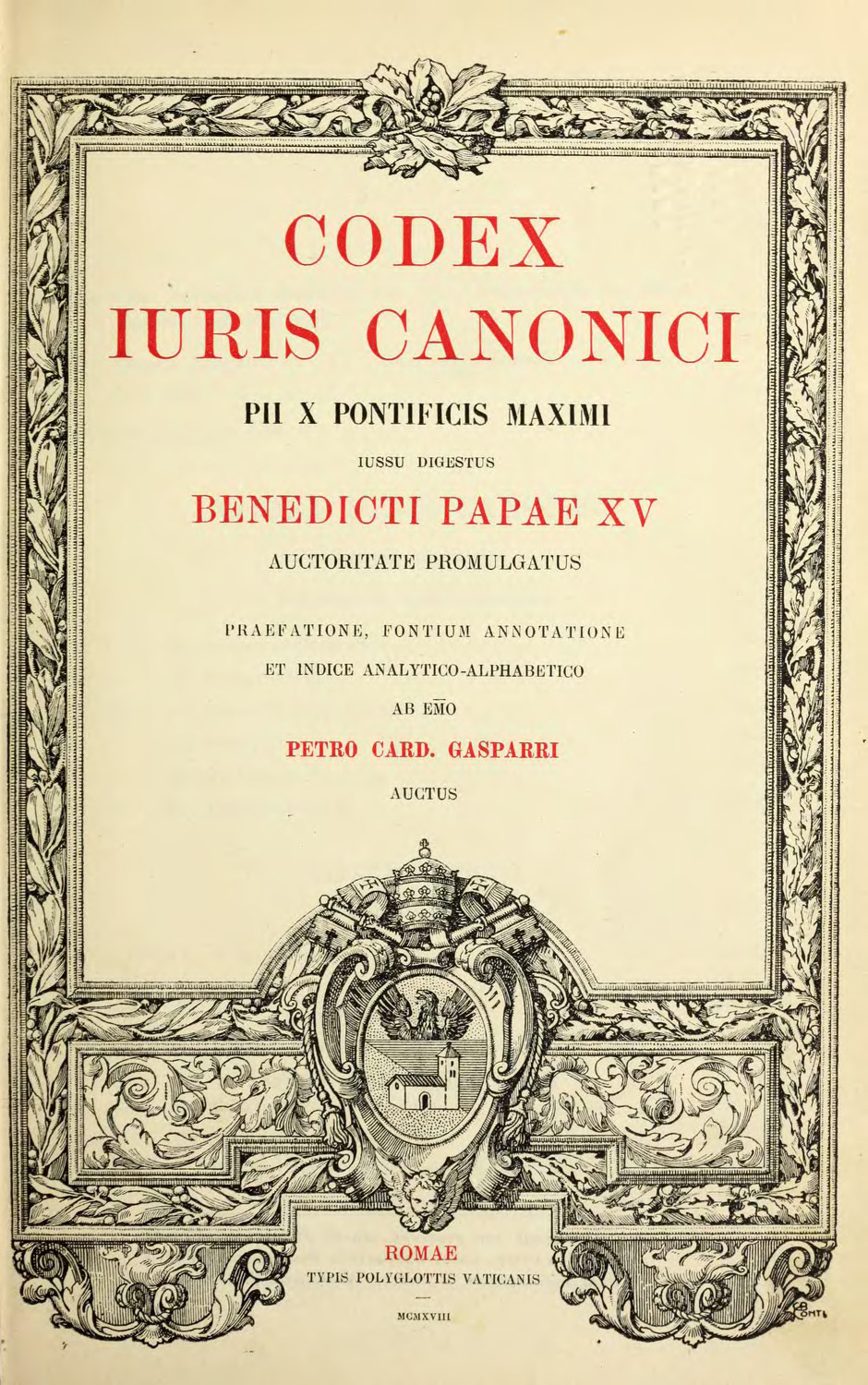
Frontespizio di un'edizione del Codex Iuris Canonici del 1917

Nell'ottica di una centralizzazione, Benedetto XV dette vita anche alla Pontificia commissione per l'interpretazione autentica del codice di diritto canonico, a cui fu demandato il compito di rispondere, sotto parere del pontefice, ai quesiti sul codice. Dopo il responso, l'interpretazione diviene autentica, cioè proveniente dallo stesso autore della legge, e vincolante. In questo modo le decisioni della commissione, pubblicate negli Acta Apostolicae Sedis, divenivano parte integrante della legge. A partire dal 1923 il cardinale Gasparri diede inizio a un lavoro di pubblicazione in numerosi volumi delle fonti, da cui derivano i canoni del codice, opera poi completata dal cardinale Jusztinián Serédi.
Il codice ricevette il plauso da gran parte della comunità giuridica globale e fu di stimolo per un'intensa attività di commento e studio. Da ricordare il lavoro di approfondimento e introduzione al codice da parte di Ulrich Stutz e il manuale realizzato da Eduard Eichmann, poi ripubblicato in numerose edizioni dopo il successo riscontrato. Fu però la scuola canonistica italiana a raggiungere i risultati più importanti con gli studiosi, anche laici, che riuscirono a «portare la materia a livello di raffinata analisi ed elaborazione sul piano giuridico, connotato da profonde e vivaci riflessioni metodiche».
Pio X promosse la ricostituzione del tribunale ecclesiastico della Sacra Rota Romana, la cui attività era cessata nel XIX secolo. Il contributo della Sacra Rota riguardò in particolare il diritto del matrimonio canonico, di cui il codice del 1917 aveva definito con precisione i caratteri. Sebbene inizialmente la sua attività fosse assai scarsa, essa negli anni andò ad incrementarsi e, anche grazie alla realizzazione di una raccolta delle sue sentenze, la Rota divenne un «punto di riferimento per la prassi e per la dottrina in campo matrimoniale».

#### Concilio Vaticano II e il codice del 1983

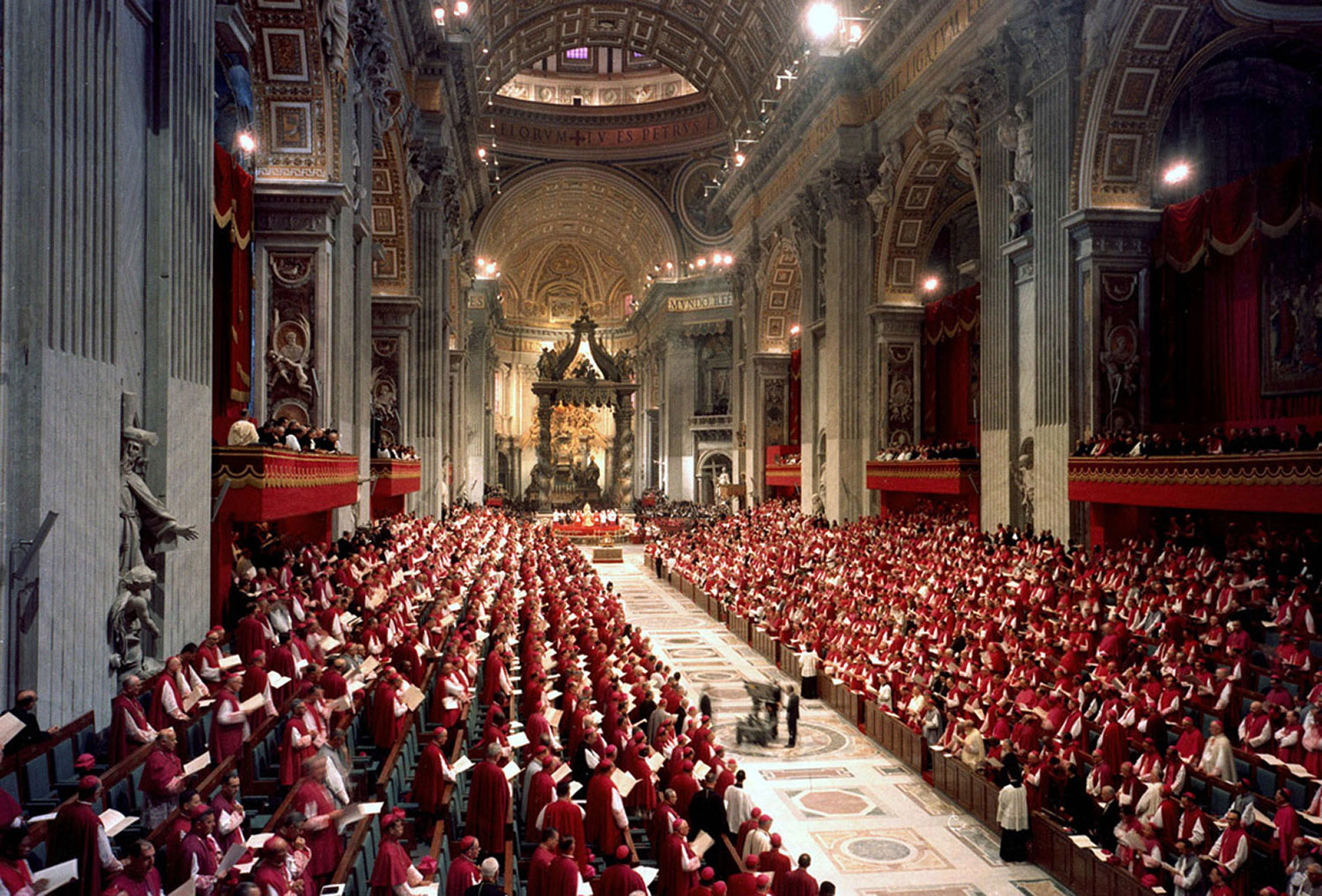
Sessione pubblica del Concilio Vaticano II

Quando papa Giovanni XXIII annunciò nel 1959 il Concilio Vaticano II, non mancò di indicare come obiettivo contestuale e complementare la revisione e l'ammodernamento del codice del 1917, considerato non più adatto ai tempi. Il Concilio si chiuse nel dicembre 1965, con la promulgazione di diversi documenti: 4 costituzioni, 9 decreti e 3 dichiarazioni. Le materie che vennero riformate, talvolta in modo assai innovativo, furono molteplici: la liturgia, l'apostolato laico, la disciplina delle Chiese cattoliche orientali, l'ecclesiologia, il sacerdozio, l'ufficio dei vescovi, le relazioni con le confessioni non cristiane, la libertà di religione e l'educazione dei giovani. Successivamente, pontefice e congregazioni emisero vari decreti per porre in atto la volontà conciliare; tutti questi furono poi raccolti nell'Enchiridion Vaticanum.
I cambiamenti apportati alla Chiesa a seguito del Concilio Vaticano II resero il codice del 1917, ancora in vigore, oramai obsoleto e non più coerente con le riforme conciliari. Ad esempio, la maggiore valorizzazione dei laici, l'uguaglianza dei fedeli battezzati, il pieno riconoscimento della separazione tra Chiesa e Stato erano tutti elementi oramai assodati, ma che non trovavano una corrispondenza nel codice, incentrato sul ruolo del pontefice e sulla gerarchia ecclesiastica. Pertanto, era evidente la necessità di procedere a una non facile traduzione dei nuovi aspetti teologici e pastorali verso una loro declinazione giuridica. Tale operazione, che non sarà poi esente da critiche, venne affidata a una commissione di esperti, che lavorò sotto il costante controllo dei vertici della Chiesa, che frenarono le prospettive di un decentramento dell'autorità ecclesiastica.

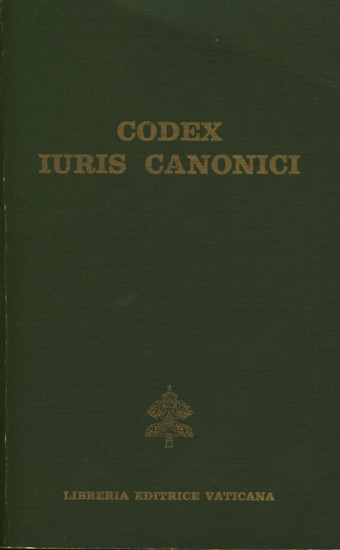
Edizione del codice di diritto canonico del 1983

Alla commissione, nominata nel 1963 e composta da 40 cardinali, venne affiancata l'anno successivo da papa Paolo VI un corpo di 70 esperti di diritto prevalentemente scelti tra il mondo ecclesiastico, ma anche tra i laici. Dopo aver composto i gruppi di studio tematici, nel 1967 vennero approvati i principi direttivi che ottennero anche l'approvazione da parte del Sinodo dei vescovi. Tra il 1972 e il 1978 vennero sottoposti ai vescovi e alle università pontificie gli schemi di massima che avrebbero retto il nuovo codice. Nell'ottobre del 1981 la commissione cardinalizia era pronta, dopo aver accolto alcune osservazioni, ad approvare il testo definitivo. Sul soglio pontificio ora sedeva papa Giovanni Paolo II, che volle sottoporre il testo ad alcuni esperti di diritto canonico di sua fiducia. Questi apportarono alcune modifiche; altre furono formulate in un successivo passaggio dinanzi a una nuova commissione cardinalizia nominata allo scopo dal pontefice. Così, dopo una gestazione ventennale e il lavoro di oltre trecento esperti appartenenti a 31 nazioni di tutti i continenti, il nuovo codice venne promulgato da Giovanni Paolo II il 25 gennaio 1983 con la costituzione apostolica Sacrae disciplinae legis. In questo documento si affermava che i fondamenti del codice si basavano sui documenti del Concilio Vaticano II e che quindi il nuovo codice fosse una «traduzione sul piano normativo delle innovazioni portate in campo ecclesiologico da questo grande concilio».

#### Lex ecclesiae fundamentalis
Negli anni immediatamente successivi al Concilio Vaticano II si pensò anche a un progetto di lex ecclesiae fundamentalis: il diritto canonico, come già aveva subito l'influsso dei processi di codificazione propri dell'Ottocento, subiva ora l'influsso proveniente dal modello delle carte costituzionali elaborate nel Novecento. La lex ecclesiae fundamentalis, della quale furono elaborati vari progetti, non venne però mai promulgata, sebbene molte delle sue norme siano poi state recepite dal codice di diritto canonico, in particolar modo dai canoni sullo statuto fondamentale del fedele.

#### Codice delle Chiese orientali (1990)

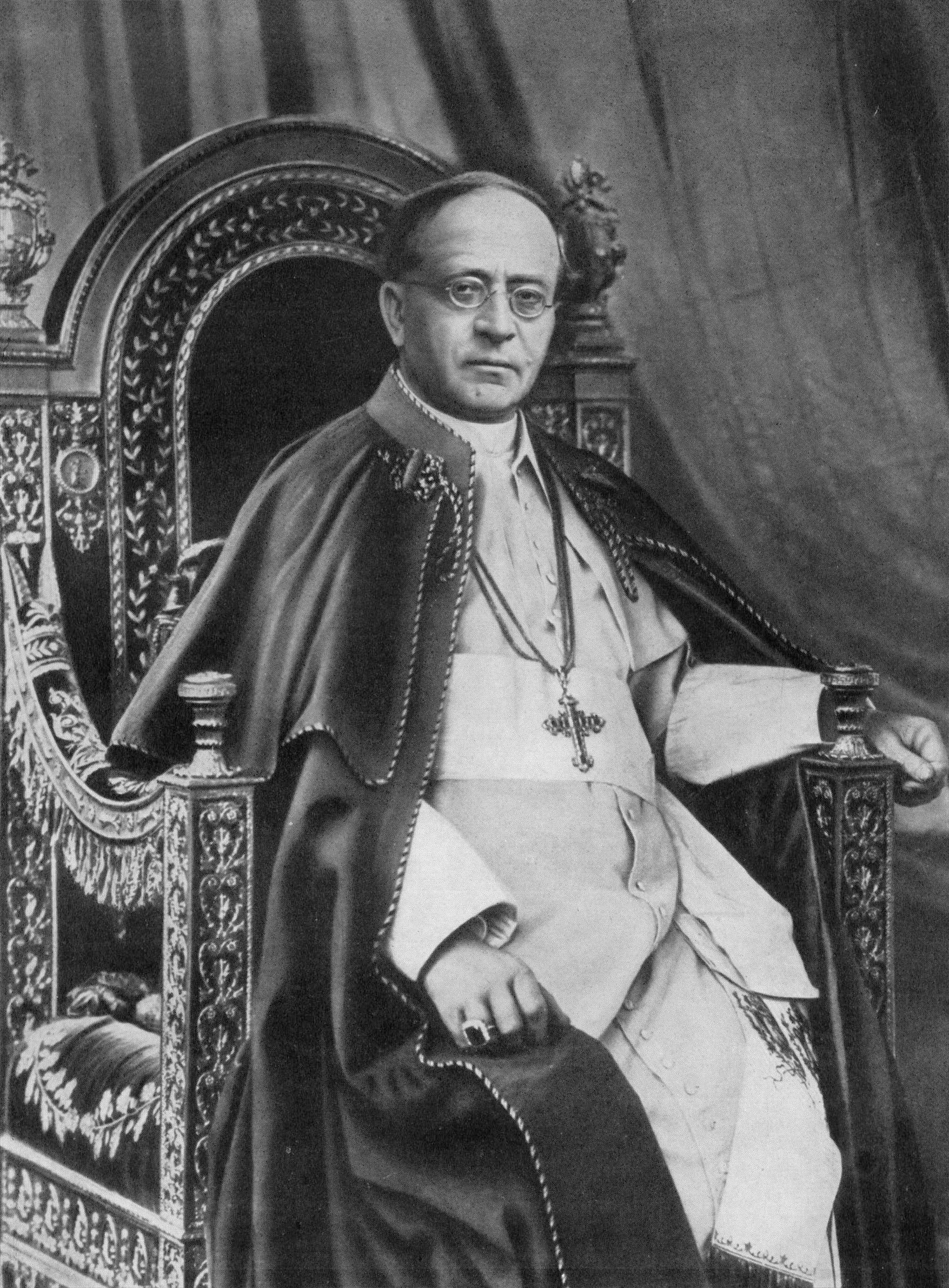
Papa Pio XI nominò una commissione allo scopo di codificare il diritto delle Chiese cattoliche di rito orientale

La codificazione del diritto canonico riguardò solamente la Chiesa latina, ma già dopo il 1917 i pontefici iniziarono a ritenere opportuno di procedere nei medesimi termini per la disciplina delle Chiese cattoliche di rito orientale le quali, pur numericamente modeste, rappresentano una considerevole importanza sul piano storico e teologico. Tale impresa, tuttavia, apparve fin da subito più difficoltosa, in quanto queste Chiese erano prive di tutto quel corpo normativo e giurisprudenziale che nei secoli si era formato in Occidente e il loro diritto traeva ancora le basi dagli antichi concili. Dopo non poche resistenze, i lavori vennero comunque iniziati nel 1929 sotto il pontificato di Pio XI con la nomina di una commissione, nuovamente affidata alla presidenza del cardinale Gasparri. Alla commissione, successivamente guidata dai cardinali Luigi Sincero e Massimo Massimi, vennero affiancati esperti di diritto canonico appartenenti alle Chiese orientali.
I primi risultati videro la luce tra il 1943 e il 1944, quando si poté dare alle stampe una proposta progettuale che prevedeva 2666 canoni complessivi. Sulla base di questa, nel 1949 papa Pio XII promulgò ufficialmente i canoni relativi alla materia matrimoniale, mentre l'anno successivo toccò a quelli sul diritto processuale. Il 9 febbraio 1952 fu la volta dei canoni che disciplinavano la vita dei religiosi e i beni temporali delle Chiese. Infine, furono promulgati quelli riguardanti le persone e i riti. Con questi si arrivò alla promulgazione di circa i tre quarti di tutti quelli previsti dal progetto originario.
Come era avvenuto per la Chiesa latina, le decisioni del Concilio Vaticano II suscitarono l'esigenza di rivedere anche i canoni del diritto delle Chiese orientali che, come detto dal decreto conciliare Orientalium Ecclesiarum, «ne rispecchiassero il patrimonio rituale e ne garantissero la salvaguardia». Così, papa Paolo VI nel 1972 nominò una nuova commissione formata prevalentemente da ecclesiastici di rito orientale affiancati da esperti anche laici. I lavori giunsero a termine nel 1989 quando il testo definitivo elaborato dalla commissione giunse a Giovanni Paolo II, che, come aveva fatto per il codice canonico del 1983, volle sottoporlo a una revisione personale. La versione definitiva venne promulgata ufficialmente il 18 ottobre 1990 con la costituzione apostolica Sacri Canones.

## Fondamenti

### Definizioni e caratteristiche

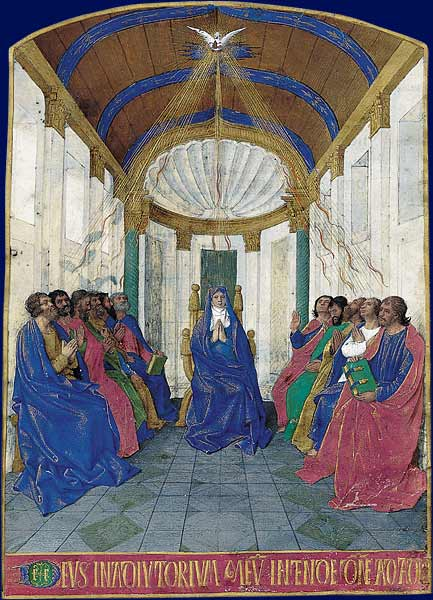
La discesa dello Spirito Santo sugli Apostoli è considerata la nascita della Chiesa e della sua autorità.

Il diritto canonico è stato definito dal giurista Vincenzo Del Giudice come «[...] l'insieme delle norme giuridiche, poste o fatte valere dagli organi competenti della Chiesa cattolica, secondo le quali è organizzata e opera essa Chiesa e dalle quali è regolata l'attività dei fedeli, in relazione ai fini che della Chiesa sono propri» identificando così diversi i diversi elementi: insieme di norme, autorità legittima che le produce e le fa rispettare, lo scopo ultimo di queste. Per altri, invece, è «la struttura giuridica della Chiesa nella sua entità» ossia l'apparato necessario alla comunità dei cristiani per vivere la propria presenza terrena. Tale diritto appare come autonomo, originario, organizzato in un sistema in cui è presente un'autorità costituita legittimamente in grado di compiere l'attività legislativa e garantirne l'applicazione.
Diverse caratteristiche peculiari vengono riconosciute al diritto canonico. Innanzitutto gli viene attribuita l'universalità in coerenza con la missione universale che è stata attribuita alla Chiesa. Pertanto esso opera senza vincoli di spazio fisico o confini territoriali sul popolo dei fedeli sparso in tutto il mondo, a differenza di quanto fanno gli ordinamenti statali. Il diritto canonico è un diritto compiuto, ovvero in grado di disciplinare autonomamente tutte le materie a esso demandate senza ammettere una possibile ingerenza di terze parti in materia di fede. Sebbene sia ammessa una sua modificabilità nel tempo per quanto riguarda i temi temporali, i suoi aspetti di natura divina non possono essere soggetti a usura o a revisione. Pertanto, anche l'elasticità rappresenta una sua caratteristica, ovvero la sua attitudine all'adattamento alle esigenze della vita terrena nell'esatto momento storico. Al diritto canonico, inoltre, si riconosce un carattere ierocratico, ideocratico e teocratico.
Infine, il diritto canonico è considerato incompleto, in quanto la sua finalità ultima si restringe alla sola salvezza dell'anima, il cosiddetto foro interno, e quindi si ammette che possano esistere altri ordinamenti giuridici a cui i fedeli siano assoggettati, che si occupino invece di disciplinare le situazioni temporali, ovvero il foro esterno.
Un ampio dibattito si è sviluppato riguardo alla questione se il diritto canonico fosse da considerarsi un diritto pubblico o meno. Secondo alcuni autori lo sarebbe in quanto in esso mancherebbero i rapporti o gli elementi giuridici che possono rappresentare l'interesse degli uomini presi in considerazione come entità singole; le norme non sarebbero, pertanto, finalizzate all'interesse del fedele in sé, ma alla repressione del peccato e alla salvezza dell'anima. Altri, invece, rilevano la presenza sia di una finalità privata sia di una pubblica, osservando come la prima sia stata definita già nel decreto di Graziano quando il giurista riporta un testo di papa Urbano II che recita «privata vero lex est illa quae instinctu sancti in corde scribitur». Altri ancora affermano che non si possa ritenere né pubblico né privato, in quanto la salvezza dell'anima, fine ultimo dell'esistenza del diritto canonico, non è un fatto che riguarda un singolo individuo o una collettività, ma è un interesse universale e divino, allontanando così possibili simmetrie con il diritto di produzione statuale. Vincenzo Del Giudice, a sua volta, ha parlato del diritto canonico come branca della teologia pratica, proponendo l'esistenza di un duplice ordinamento diviso tra sacro e giuridico.

### Ruolo della Chiesa
Secondo la teologia cristiana, il disegno di salvezza universale concepito da Dio ebbe inizio con la creazione, per proseguire con l'alleanza con Israele, trovando poi attuazione con la missione di Gesù sulla Terra, che ha dato vita alla Chiesa, la quale, grazie alla guida dello Spirito Santo, è in perfetta unione con Cristo. La Chiesa, dunque, rappresenta la comunione tra Dio e gli uomini, come delineato da San Cipriano che la definisce come «un popolo adunato nell'unità del Padre, del Figlio e dello Spirito Santo».
Il concetto di Chiesa ha, tuttavia, trovato più ampia trattazione nella teologia e nel diritto canonico a partire solamente dal XIX secolo, ma da allora ha destato sempre più interesse. Le riflessioni che si sono susseguite hanno permesso di definire alcuni suoi caratteri essenziali: unità in Cristo, santità per le sue origini divine, universalità e apostolicità in quanto dottrina e attività sono in continuazione con quelle degli Apostoli, senza che vi sia stata soluzione di continuità. Inoltre vengono attribuite alla Chiesa le prerogative di soprannaturalità, esclusività, necessità, indefettibilità e infallibilità. È stato osservato come nella Chiesa siano presenti due nature, una carismatica conseguente alla sua origine soprannaturale, l'altra di istituzione tangibile, come spiegato dal cardinale Pietro Gasparri, che la descrive come un'«organizzazione degli uomini che, in unità di fede, rappresentano l’aspetto visibile e una società attiva per il raggiungimento delle finalità soprannaturali».
Tali premesse giustificano l'autorità della Chiesa di potersi dotare di un proprio diritto in funzione della missione affidatale da Cristo. Pertanto, nelle parole del giurista Vincenzo Del Giudice, «dati i suoi caratteri, l'origine, i fini, il modo di essere e di comportarsi, la Chiesa guardata nel suo complesso assume nel campo giuridico la figura di corporazione istituzionale e non territoriale, provvista di sovranità originata e di capacità subiettiva pubblica e privata». Pertanto, giuridicamente, i fedeli cristiani sono una «collettività di persone unite da un medesimo fine gerarchicamente sottoposte all'autorità istituzionale della stessa Chiesa. A differenza di altri ordinamenti, avendo la Chiesa un carattere universale, il diritto canonico non ha limiti territoriali. Essendo che la Chiesa proviene dalla missione di Cristo, essa non può riconoscere un'autorità sopra di essa e di conseguenza il suo diritto non può essere una derivazione di un altro».

### Giuridicità del diritto canonico

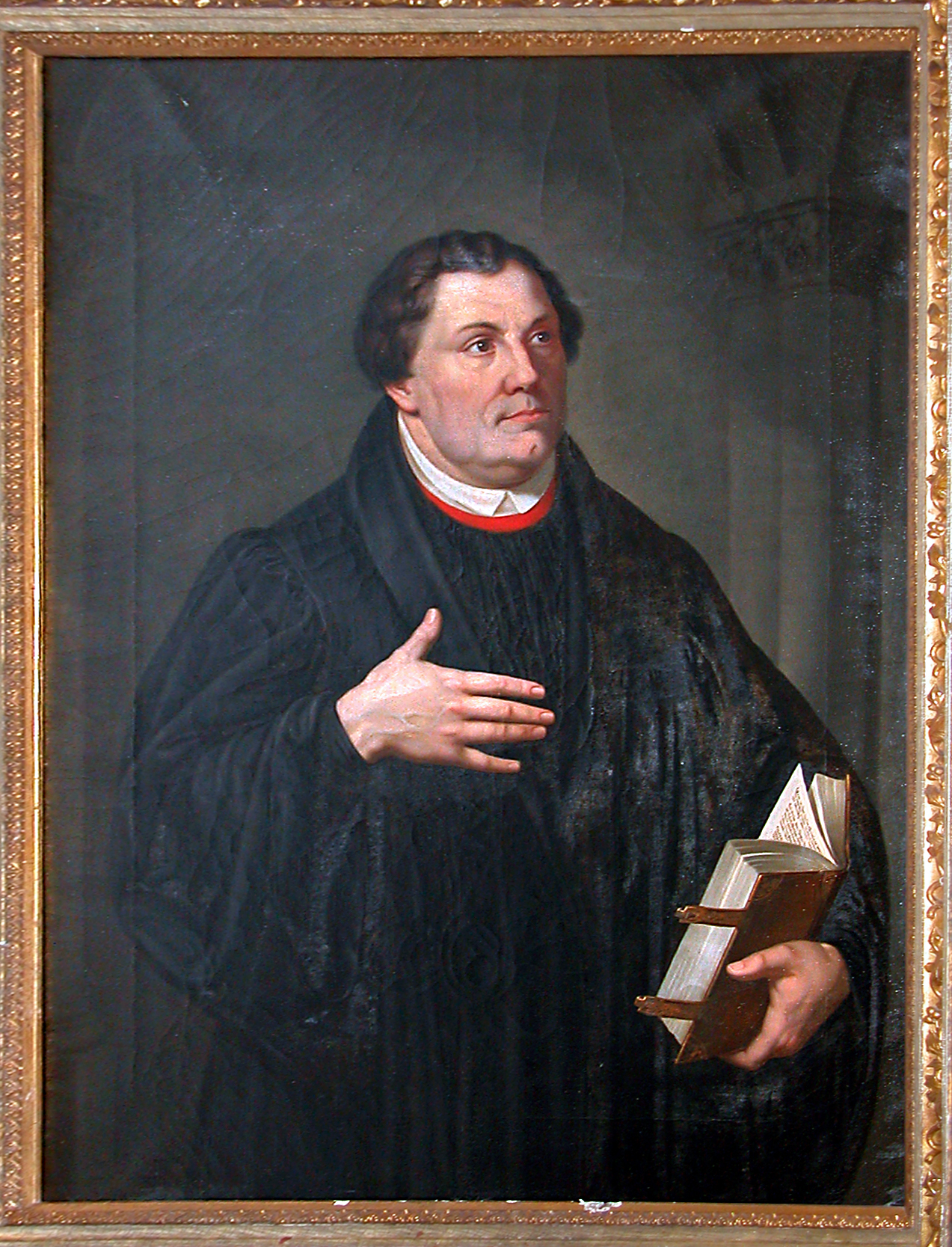
Martin Lutero non riteneva che il diritto canonico servisse per la salvezza dell'anima

La giuridicità del diritto canonico, cioè appartenere o meno al diritto, è un argomento affrontato fin dal passato. Per il teologo riformatore Martin Lutero del XVI secolo, nel diritto canonico convivono due realtà, una spirituale di natura divina e una terrena conforme al diritto umano. Sebbene quella spirituale non possa porre in essere atti giuridici formali, è comunque necessaria per raggiungere lo scopo della salvezza dell'anima, cosa che non lo è la seconda che opera solo nel mondo degli uomini e serve solo per la vita terrena, essendo priva di potere. Più radicale è il canonista luterano Rudolph Sohm, che rifiuta la giuridicità in toto, osservando che uno dei caratteri essenziali del diritto è la coercizione al rispetto delle proprie norme, una capacità che la Chiesa non possiede: quindi il diritto è un fenomeno esclusivamente umano. Tale posizione, in cui il diritto è addirittura concepito come antitetico all'essenza della Chiesa, ha suscitato diverse reazioni critiche, tra cui quella di alcuni autori che hanno sottolineato come il diritto non sia coercizione, ma ordine e giustizia, due caratteri invece conformi alla Chiesa.
Anche al di fuori del mondo protestante è stata messa in dubbio la giuridicità del diritto canonico. Ad esempio, la teoria della statualità del diritto elaborata da Rudolf von Jhering e sostenuta da Hans Kelsen e Georg Jellinek, asserisce che l'unico possessore, in tutte le epoche e in tutte le società, dell'autorità di creare diritto fosse esclusivamente lo Stato. Di conseguenza veniva negato alla Chiesa qualsiasi potere legislativo, cosicché il diritto canonico viene considerato un "non diritto" a meno che non fosse proprio la legge statale ad attribuire alle norme canoniche concreti effetti giuridici. Altre teorie arrivano alle stesse conclusioni, partendo però dal fatto che la Chiesa non possieda, a differenza dello Stato, la possibilità di far rispettare coercitivamente le proprie norme, la cui adesione rimane volontaria su base etica e morale.
Numerose però sono state le argomentazioni poste a sostegno della tesi della piena giuridicità del diritto canonico, tesi che alla fine del XX secolo divenne maggioritaria. È stato, infatti, osservato come anche il diritto canonico preveda delle sanzioni, seppur prevalentemente spirituali, e degli strumenti per imporle. Inoltre, come sostenuto anche dal celebre giurista Santi Romano, l'ordinamento giuridico non appartiene esclusivamente allo Stato, ma, in termini più generali, ad una società organizzata, come può essere considerata la Chiesa cattolica; da qui deriverebbe la sua piena capacità di essere un soggetto produttore di diritto. Infine, il canonista Pio Fedele riassume la coesistenza della giuridicità e della spiritualità nella Chiesa affermando che la «Chiesa giuridica e la Chiesa spirituale concorrono a formare la Chiesa, la vita esteriore e la vita interiore della Chiesa, costituiscono la vita vera e completa, totale della Chiesa, e la vita giuridica e la vita spirituale formano una unità».

### Diritto divino e diritto umano
Il diritto canonico è costituito sia da norme di diritto divino (ius divinae constitutionis) sia di produzione umana (ius humanae constitutionis). L'autore del diritto divino è Dio e si distingue in naturale e positivo. Il primo comprende le norme di condotta, a cui tutti gli uomini sono sottoposti, universalmente valide e immutabili in ogni tempo e in ogni luogo; secondo il teologo scolastico medievale Tommaso d'Aquino il diritto naturale è «il complesso dei principi impressi da Dio nella coscienza dell'uomo». Pedro Lombardía aggiunse che il diritto naturale «è vigente nella Chiesa, in quanto fonda diritti e doveri naturali (che il diritto canonico non può disconoscere) e la dimensione dell'essere sociale, che l'uomo ha per natura, la quale costituisce la base antropologica naturale della considerazione dell'insieme dei credenti in Cristo come popolo, comunità e società». Il canonista spagnolo osservò inoltre come esso sia il «fondamento degli aspetti comuni al diritto canonico e agli ordinamenti giuridici profani».
Del diritto divino positivo fanno invece parte le norme trasmesse con la Rivelazione e presenti nelle Sacre Scritture, negli insegnamenti di Cristo agli Apostoli e della Tradizione. A tal proposito, Lombardía osservò che «quest'insieme di realtà appartengono all'ordine soprannaturale; e cioè non derivano dalla natura umana, ma danno all'uomo la possibilità di partecipare alla natura divina. Pertanto non sono conoscibili, come il diritto naturale, attraverso la ragione umana, come frutto della riflessione naturale, ma in quanto Dio stesso ce le rivela». In ogni caso, il diritto divino «non può essere veduto in sè, ma sempre con riferimento all'autorità della Chiesa, che lo interpreta, ne determina i limiti, lo traduce in precetti, e lo munisce di sanzione anche esteriore, garantendone l’osservanza con l'irrogazione e l'esecuzione di tale sanzione».
Il diritto umano invece è quella parte che origina dalla volontà delle autorità della Chiesa.
Posto che la consuetudine canonica assuma per principio che il diritto umano sia subordinato a quello divino e che il primo possa essere considerato solo come sviluppo e integrazione del secondo, molti studiosi si sono posti il problema del rapporto tra i due. Superando alcune tesi contrapposte, il canonista Pedro Juan Viladrich arrivò a sostenere che il diritto umano e il diritto divino costituissero insieme un unico ordinamento giuridico allo stesso modo di come il divino e l'umano fossero le due componenti di un'unica Chiesa. Javier Hervada elaborò la teoria della positivizzazione del diritto divino per spiegarne i rapporti con il diritto umano: egli osservò come le norme provenienti da Dio avessero effetto concreto sia quando vengono incorporate nelle norme positive (formalizzazione del diritto divino) sia quando divengono «il punto di riferimento per giudicare il diritto canonico vigente o come fonte di ispirazione per la riforma dell'organizzazione ecclesiastica o della legislazione».
Si può quindi affermare che «il diritto canonico è un unico ordinamento canonico che, avendo il suo fondamento nel diritto divino, è frutto dell'armonica unione di un elemento divino un elemento umano», dunque, sia una scienza sacra che una giuridica.

### Rigorosità e economia della norma
Nel diritto canonico la norma assume due caratteri: il primo è relativo alla sua rigorosa forma di comando inderogabile (conosciuto con il termine di "acribia" nelle Chiese di rito orientale), il secondo consiste in un suo adattamento alle circostanze nell'ottica di un'amministrazione ottimale (economia) della sanzione finalizza alla redenzione del reo e alla salvezza della sua anima. Seppur apparentemente in concorrenza tra loro, questi due caratteri si integrano l'uno con l'altro; se la rigorosità è comunque una necessità per la stabilità dell'ordinamento l'economia ne garantisce una certa flessibilità. Se nei primi secoli del cristianesimo vi era una prevalenza per l'applicazione rigorosa delle norme, con il tempo l'economia della sanzione ha preso sempre più spazio. Di conseguenza sono stati elaborati diversi istituti che ne garantiscono l'applicazione.

#### Il principio diaequitascanonica

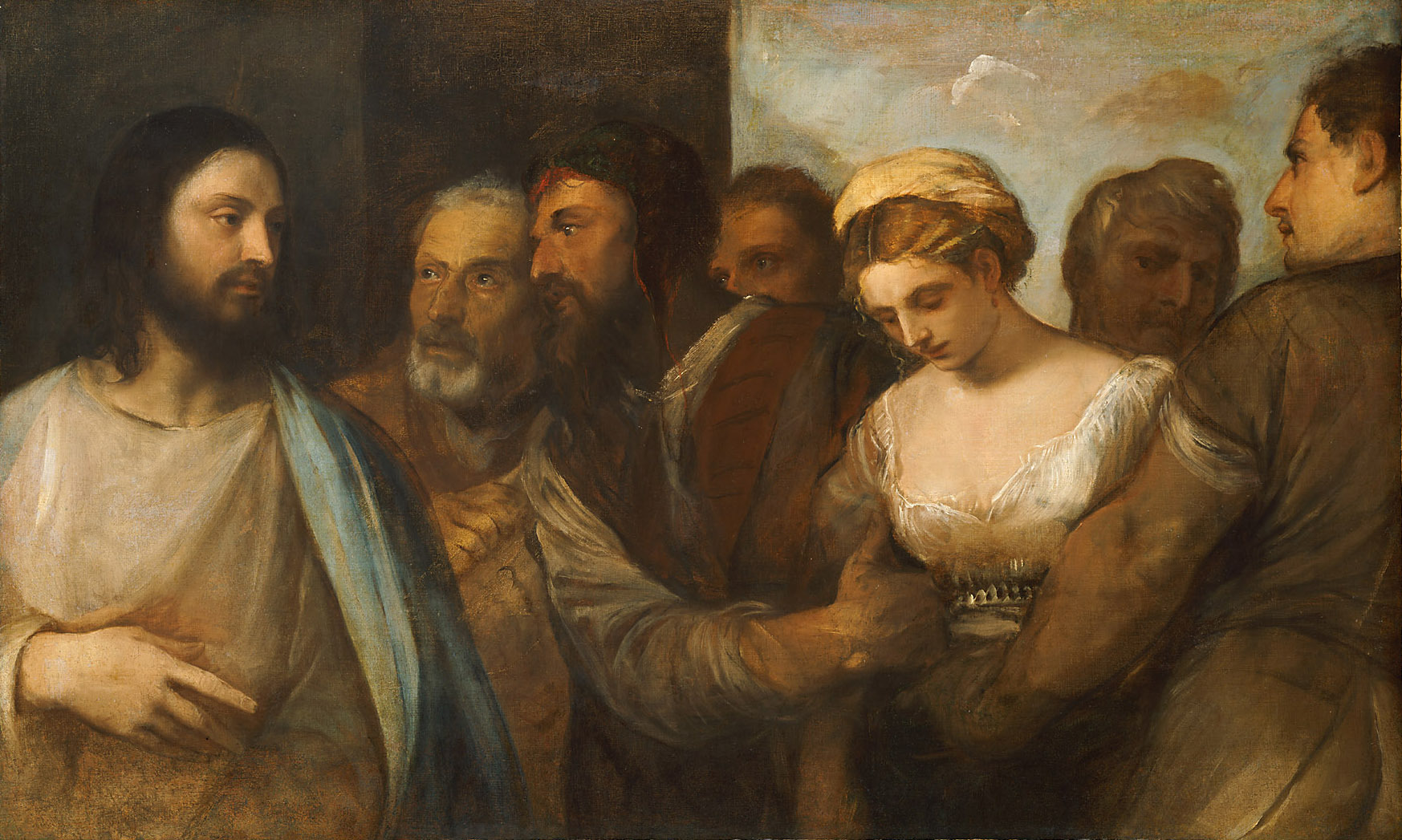
Pericope dell'adultera, dipinto di Tiziano (1512/1515), Kunsthistorisches Museum, Vienna)

Affinché l'obiettivo ultimo del diritto canonico, ovvero la salvezza dell'anima, possa essere perseguito si è da sempre osservato che siano necessarie soluzioni specifiche e flessibili meno formali rispetto a quelle tipiche dei diritti laici. Questa esigenza si è concretizzata nel principio dell'equità (aequitas canonica), già conosciuto nel diritto romano, ma le cui origini si possono trovare fin dalla filosofia greca. L'equità canonica prevede la possibilità di adeguare le norme di legge al caso particolare, allo scopo di attenuare, in alcuni casi, la severità del diritto positivo per perseguire un fine considerato più importante. Il rapporto che intercorre tra il principio di equità e quello di giustizia è stato affrontato dai tempi dei padri della Chiesa con sant'Agostino, che riteneva che non fossero in competizione. Alcuni secoli dopo, Isidoro di Siviglia asserì che fossero addirittura due principi sovrapponibili, mentre Graziano nel XII secolo interpretò l'episodio di Gesù e l'adultera come un'applicazione dell'equità sopra la legge mosaica: perdonando l'adultera, Gesù temperò la legge positiva per perseguire il fine più elevato dell'amore. Lo stesso papa Innocenzo III, tra i pontefici più potenti e autorevoli, non mancò di invitare ad agire e a giudicare in base all'equità, in quanto unico criterio sicuro in grado di sopperire alle eventuali lacune o errori della legge positiva. Per Giovanni Teutonico (nella sua glossa ordinaria al Decretum) «il giudice [canonico] deve preferire la misericordia al rigore».
Da questi primi ideali di effettiva giustizia, perseguibile attraverso l'applicazione dell'equità, con lo sviluppo del diritto canonico l'equità divenne un principio generale e una delle basi dell'ordinamento della Chiesa cattolica fino ad essere talvolta considerata addirittura una fonte di diritto. Ad esempio, nel codice del 1983 si trova al Canone 221, paragrafo 2 disposto che «i fedeli hanno diritto [...] di essere giudicati secondo le disposizioni di legge, da applicare con equità», mentre nel codice dei canoni delle Chiese orientali il canone l'equità è menzionata al canone 1501 («[...] i principi generali del diritto canonico osservati con equità, [...]»).
Nonostante sia quindi un principio oramai proprio del diritto canonico, per via della sua portata e delle sue conseguenze, l'equità è «oggi considerata dai più uno dei concetti più tormentati e dai contorni più incerti che il panorama giuridico ci offre».

#### Dispensa,dissimulatio,tollerantiaeepicheia
Nell'ambito dell'economia della sanzione, il diritto canonico contempla l'istituto della dispensa, ossia «una sorta di momentanea disapplicazione di una norma a vantaggio di un determinato soggetto» concessa solo, secondo il codice dei Canoni delle Chiese orientali, «per giusta e ragionevole causa, tenuto conto delle circostanze del caso e della gravità della legge dalla quale è dispensata».
Strettamente connessi con la dispensa, la dissimulatio e la tollerantia sono due istituti che permettono di non applicare la legge in casi concreti, nei quali essa difficilmente verrebbe osservata o se lo fosse potrebbe dare luogo ad uno stato di peccato.
Infine, l'epicheia permette di non applicare una data norma, se sussistono certe circostanze, presupponendo la buona fede del foro interno dell'individuo. Così, «l'interessato non è responsabile, nel foro della sua coscienza, e, in taluni casi, neppure in foro esterno».
L'applicazione di tutti questi istituti non è mai arbitraria, ma sempre valutata in rapporto al fine. Essi non violano né la certezza del diritto né il principio dell'uguaglianza della legge per tutti, ma sono funzionali perché il diritto canonico continui ad avere quell'elasticità che è sua necessaria caratteristica al fine di ottenere una «giustizia temperata dalla prudenza, dalla benignità e dalla comprensione verso le singole persone, sempre per il loro bene spirituale».

### Peculiarità del diritto delle Chiese orientali

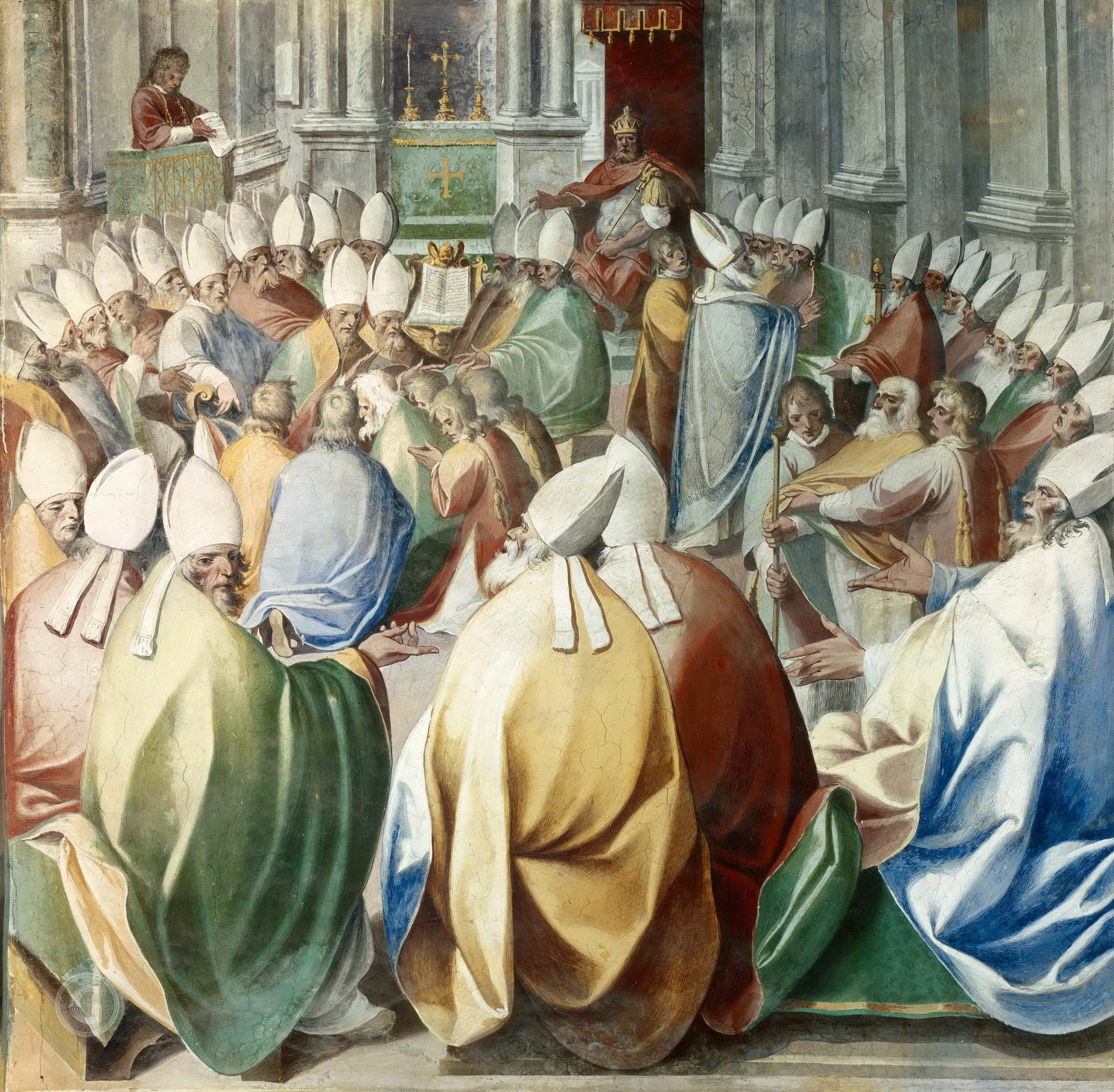
Cesare Nebbia, rappresentazione del Concilio di Costantinopoli IV. I concili ecumenici sono una fonte fondamentale per la tradizione giuridica delle Chiese cattoliche di rito orientale

Le Chiese orientali cattoliche, pur essendo in comunione con il Papa di Roma, sono Chiese sui iuris, ovvero dotate di un'autonomia significativa nella loro organizzazione e disciplina interna. Ogni Chiesa sui iuris ha una propria guida che esercita un'autorità primaria nella propria giurisdizione. Le Chiese cattoliche orientali hanno perciò un proprio diritto canonico, che presenta una serie di peculiarità che lo distinguono dal diritto canonico della Chiesa latina. Queste peculiarità derivano dalle tradizioni, dalla storia e dall'autonomia delle Chiese.
Rispetto alla Chiesa latina, fondamentale nel diritto delle Chiese cattoliche orientali è il rispetto della tradizione, ossia di un complesso sistema di norme e pratiche antiche che sono state tramandate nel corso dei secoli e che continuano a plasmare l'identità di queste Chiese. Il secondo canone del codice delle Chiese orientali ricorda, infatti, che «I canoni del Codice, nei quali per lo più si accoglie o si adatta il diritto antico delle Chiese orientali, devono essere valutati principalmente in base a quel diritto» stabilendo così una sorta di principio di continuità con la tradizione che deve essere utilizzata come strumento per la comprensione e l'interpretazione delle norme canoniche. Il codice, quindi, non rompe con il diritto antico ma si offre come una sua naturale evoluzione. La tradizione si compone di due elementi principali, quello del diritto consuetudinario e quello del diritto antico. Il primo si basa sulla tradizione orale o su pratiche storiche consolidate, che riguardano aspetti come il matrimonio, l'ordinazione del clero, l'amministrazione dei sacramenti e le festività religiose, e che sono riconosciute come vincolanti all'interno delle rispettive comunità. Il diritto antico è, invece, quello che si è formato nel corso del tempo partendo dai primi secoli del cristianesimo attraverso i concili ecumenici e locali, sugli scritti dei padri della Chiesa e sulle varie legislazioni che sono state emanate nel corso dei secoli.
Le Chiese cattoliche orientali hanno mantenuto i propri riti liturgici, come il rito bizantino, il rito alessandrino, il rito armeno, il rito siriaco occidentale e il rito siriaco orientale, che influenzano non solo la spiritualità, ma anche la legislazione ecclesiastica. Il diritto liturgico nelle Chiese orientali è strettamente legato alle pratiche sacramentali, alla vita comunitaria e alla struttura ecclesiastica. Le norme liturgiche tradizionali regolano il culto e l'amministrazione dei sacramenti, con particolare attenzione al ruolo del vescovo e del sacerdote.
Ed è proprio il sinodo dei vescovi ad avere un ruolo centrale nelle Chiese sui iuris. Convocato dal Patriarca o dall'arcivescovo maggiore, è l'istituzione a cui è demandato, sempre in comunione con il Papa di Roma, il processo decisionale riguardate la Chiesa di appartenenza. Questo approccio sinodale è una tradizione antica che riflette la collegialità episcopale e un modello di governo più partecipativo rispetto alla struttura più centralizzata della Chiesa latina. Una delle tradizioni delle Chiese cattoliche orientali che più la differenzia dalla Chiesa di Roma è l'ammissibilità del clero sposato prima dell'ordinazione, sebbene i vescovi appartengano sempre al clero celibe o monastico.
Sebbene la tradizione rivesta un ruolo fondamentale nel diritto delle Chiese cattoliche orientali, la norma non può essere comunque ritenuta di secondo piano. Essa, tuttavia, non deve essere vista secondo un puro positivismo giuridico, bensì come uno strumento utile ad «aiutare il fedele animato dalla Spirito Santo nel suo cammino di perfezione e santità». Dunque, «la ratio della norma canonica è quella di essere funzionale all'attività sacramentale, lontana quindi da un astratto e formale legalismo che da un pericoloso relativismo». Proprio per questo fine, come d’altronde anche per il diritto della Chiesa latina, per le Chiese sui iuris assumono grande importanza istituti quali l'equità, la dispensa e l'eparchia che prevedono una mitigazione della rigidezza della norma a favore del raggiungimento dell'obbiettivo della salvezza dell'anima. Sarà lo Spirito Santo, secondo la teologia orientale, a guidare la libera responsabilità del fedele verso una piena responsabilità derivante dalla comunione con Dio.

## Fonti
Tra le fonti del diritto canonico si distinguono le fonti di produzione e le fonti di cognizione (o "fonti in senso materiale").

### Fonti di produzione
Alle fonti di produzione appartengono tutte le autorità legittimate a emanare le leggi canoniche, che sono comandi dati al fine di realizzare il bene comune dei fedeli (ius scriptum). Tra le autorità vige una precisa gerarchia, in cui al vertice vi è il Sommo Pontefice a cui è attribuito un potere legislativo esercitabile in ogni momento, sia direttamente sia attraverso la curia romana. Anche il concilio ecumenico possiede la potestà legislativa, ma è subordinata al papa, in quanto è da lui convocato e presieduto. Al sinodo dei vescovi può essere concessa la possibilità di legiferare, ma solo su delega pontificia. Una limitata autorità legislativa è riconosciuta anche all'assemblea solenne delle Chiese di un territorio (concilio particolare), alle conferenze episcopali, ai vescovi diocesani e a taluni enti collegiali.
Le leggi canoniche universali, valide per tutti fedeli ovunque si trovino, vengono promulgate mediante la pubblicazione sugli Acta Apostolicae Sedis ed entrano in vigore dopo un periodo di vacatio legis di tre mesi, salvo aver previsto un tempo diverso. La promulgazione delle leggi particolari, valide solo in un determinato luogo, avviene nelle modalità previste dal legislatore stesso ed entrano in vigore normalmente dopo un mese. Sulle norme canoniche è previsto il principio di irretroattività, anche se con alcune eccezioni, come il favor rei nel caso delle leggi penali. L'abrogazione delle leggi da parte di leggi successive può avvenire in maniera sia espressa sia tacita. Nel caso che nelle leggi si riscontrassero lacune, è previsto che queste possano essere risolte, ad eccezione che nel campo penale, ricorrendo all'analogia, ai principi generali, all'equità canonica, alla prassi e giurisprudenza della Curia romana e alla dottrina dei giuristi.
Accanto allo ius scriptum è riconosciuto anche lo ius non scriptum che è il diritto consuetudinario che, nel diritto canonico, è considerato al pari della legge solo se approvato esplicitamente dal legislatore o quando sussistono alcuni requisiti. Con l'introduzione del codice del 1983 tutte le consuetudini sono state abrogate con il canone 5 «ad eccezione di quelle centenarie o immemorabili».

### Fonti di cognizione
I documenti che raccolgono le norme canoniche costituiscono le fonti di cognizione. Quelle relative al diritto divino sono quelle della Rivelazione: la Sacra Bibbia (secondo San Tommaso d'Aquino «il diritto naturale è quello contenuto nella legge mosaica e nel Vangelo») e la Tradizione che comprende gli insegnamenti di Gesù trasmessi oralmente e dei Padri della Chiesa.
Del diritto umano, invece, le fonti di cognizione sono tutti quei documenti scritti emanati dalle fonti di produzione di diritto canonico. Nel corso della sua bimillenaria storia, la Chiesa cattolica ha prodotto una moltitudine di documenti legislativi che comprendono: decisioni conciliari, decreti, raccolte, costituzioni, codici e altro. La fonte prioritaria di diritto è costituita dal codice di diritto canonico del 1983 (per la Chiesa latina) che con la sua entrata in vigore, secondo quanto disposta dal canone 6, ha abrogato: «il Codice di Diritto Canonico promulgato nell'anno 1917; le altre leggi, sia universali sia particolari, contrarie alle disposizioni di questo Codice, a meno che non sia disposto espressamente altro circa quelle particolari; qualsiasi legge penale, sia universale sia particolare emanata dalla Sede Apostolica, a meno che non sia ripresa in questo stesso Codice; così pure tutte le altre leggi disciplinari universali riguardanti materia che viene ordinata integralmente da questo Codice». Al codice devono aggiungersi come sua parte integrante le decisioni emanate dal Dicastero per i testi legislativi. Le Chiese orientali, benché siano pienamente in comunione con il pontefice e a lui sottoposte, hanno un proprio diritto scritto. Sono stati fatti dei tentativi infruttuosi di creare almeno una base di diritto che fosse comune a tutte le Chiese cattoliche.
Oltre al codice, tra le fonti vi sono anche i concordati (trattati tra la Chiesa e altri stati), atti amministrativi singolari (privi dell'astrazione tipica della legge), decreti e precetti singolari (per dirimere un caso specifico), i rescritti, i privilegi e le dispense. Infine, con il codice del 1983 sono stati introdotti i decreti generali, decreti generali esecutivi e le istruzioni.

## Contenuti e struttura del codice del 1983

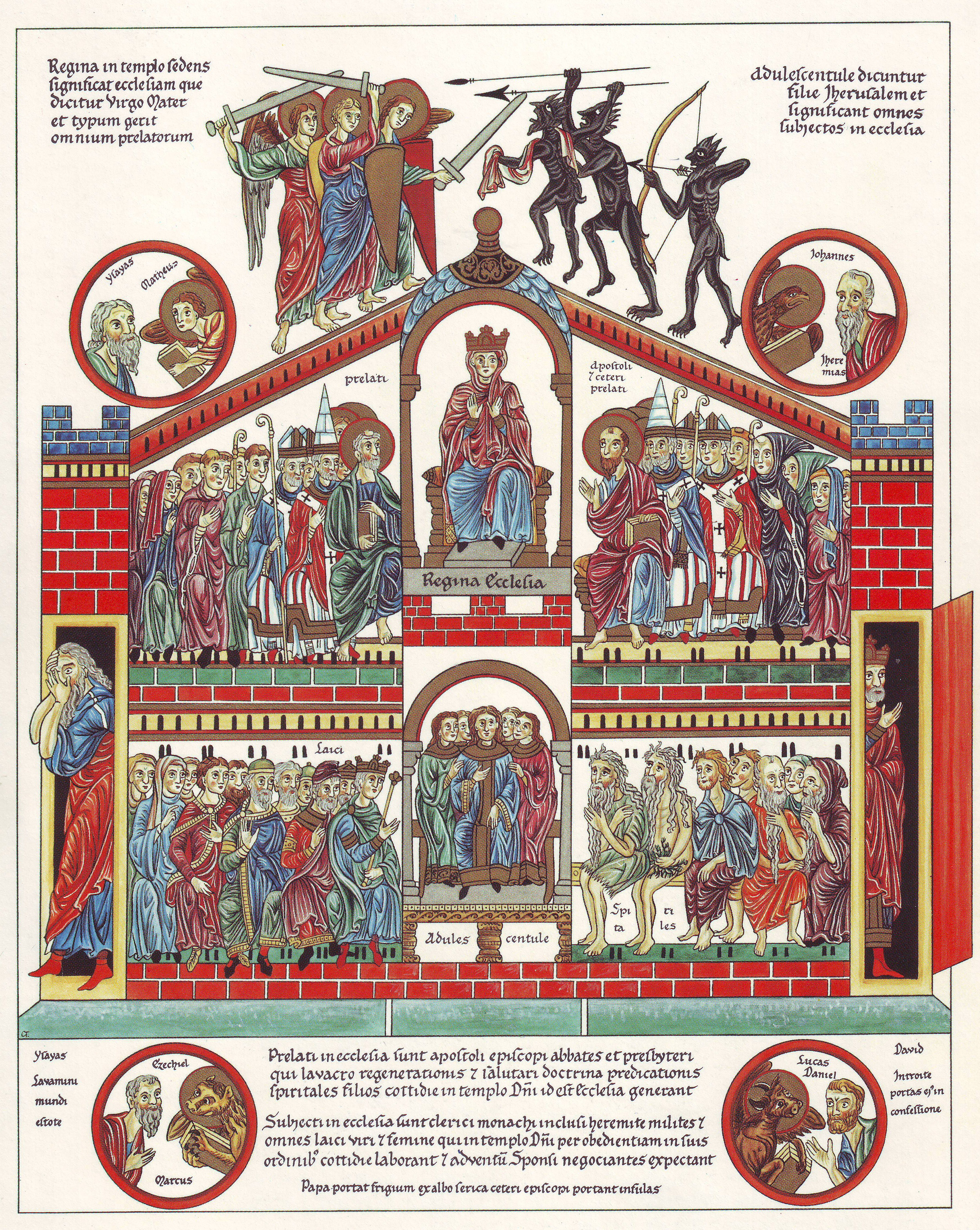
Miniatura medievale dall'Hortus deliciarum di Herrad von Landsberg: è rappresentata la "Regina Chiesa" che presiede il corpo sociale formato da "prelati", "apostoli", "laici", "spirituali" e "fanciulle"

Il codice di diritto canonico del 1983 consta di 1752 canoni; è diviso in sette "libri", ognuno dei quali è suddiviso in varie "parti", a loro volta suddivise in "titoli", poi "capitoli", e quindi "articoli". A differenza del diritto civile, "articolo" è quindi una sezione, un raggruppamento di alcune norme, e non le norme stesse; la norma particolare infatti è detta canone. I canoni possono essere ulteriormente suddivisi in commi, e nel testo la suddivisione è indicata dal carattere "§".
Il primo libro tratta delle norme generali. Per prima cosa si delineano i suoi confini di applicabilità, poi si definiscono i lineamenti generali delle leggi ecclesiastiche, delle procedure, dei decreti generali, dei singoli atti amministrativi, degli statuti e dei regolamenti. Dal canone 96 al canone 123 vengono definite le persone fisiche e giuridiche, mentre i canoni che vanno dal 124 al 128 danno spazio alla fissazione dei principi generali degli atti giuridici. Nei canoni da 129 a 144 si delinea la giurisdizione ovvero la "potestà di governo" che secondo la dottrina, la potestà appartiene ai ministri i quali successori degli Apostoli, ai quali venne affidata la missione della Chiesa da parte di Gesù Cristo. Successivamente, accogliendo quanto emerso dal Concilio Vaticano II, si procede con una riorganizzazione sostanziale degli uffici ecclesiastici aprendo alla possibilità di conferirli anche ai fedeli laici e non solamente ai chierici.

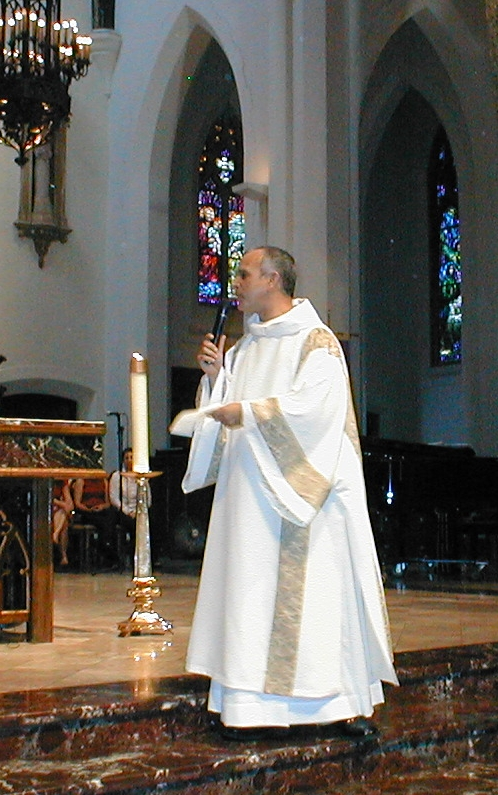
Un diacono (parte dei chierici) della Chiesa cattolica rivestito della dalmatica.

Il secondo libro è dedicato al popolo di Dio ed è diviso in tre parti: i fedeli, la costituzione gerarchica della Chiesa, gli istituti di vita consacrata e società di vita apostolica. Nella sua impostazione teologica recupera l'identificazione della Chiesa nel suo popolo, come originariamente era presente nella Bibbia. Pur riconoscendo una legittimità della gerarchia ecclesiastica, necessaria alla funzione di guida, viene sancito il principio di uguaglianza tra tutti i fedeli uniti grazie al battesimo. Il popolo di Dio è inteso come universale, in quanto tutti gli umani sono chiamati a farne parte per il raggiungimento della salvezza. I fedeli sono definiti come «coloro che, essendo stati incorporati a Cristo mediante il battesimo, sono costituiti popolo di Dio e perciò, resi partecipi nel modo loro proprio della funzione sacerdotale, profetica e regale di Cristo, sono chiamati ad attuare, secondo la condizione propria di ciascuno, la missione che Dio ha affidato alla Chiesa da compiere nel mondo». Essi si differenziano in laici e chierici; entrambi possono essere religiosi dopo aver professato voti. Diversi canoni definiscono i rispettivi diritti e doveri. I chierici sono definiti come quei fedeli a cui è stato amministrato l'ordine sacro in uno dei suoi tre gradi: diaconato, presbiterato o episcopato. Nella parte riguardante la gerarchia si tratta della figura del romano pontefice, di cui è ribadita l'infallibilità papale, e del collegio episcopale, descrivendo le relazioni tra di essi, superando i problemi del conciliarismo. Infine si disciplinano gli istituti di vita consacrata e le società di vita apostolica.
Il libro III riguarda la missione di insegnare attribuita alla Chiesa, e fissa i principi già delineati nelle due costituzioni conciliari Lumen Gentium e Dei Verbum. Il canone 751 fornisce le definizioni di eresia, scisma e apostasia. Il canone 755 è invece dedicato all'ecumenismo, secondo il dettato del decreto conciliare Unitatis Redintegratio. Successivamente viene trattato il ministero della Parola divina e la trasmissione della Scrittura e della Tradizione. Infine vengono disciplinate la predicazione della Parola di Dio, la catechesi, l'attività missionaria, le pubblicazioni, l'educazione cristiana in famiglia, le scuole e le università cattoliche.

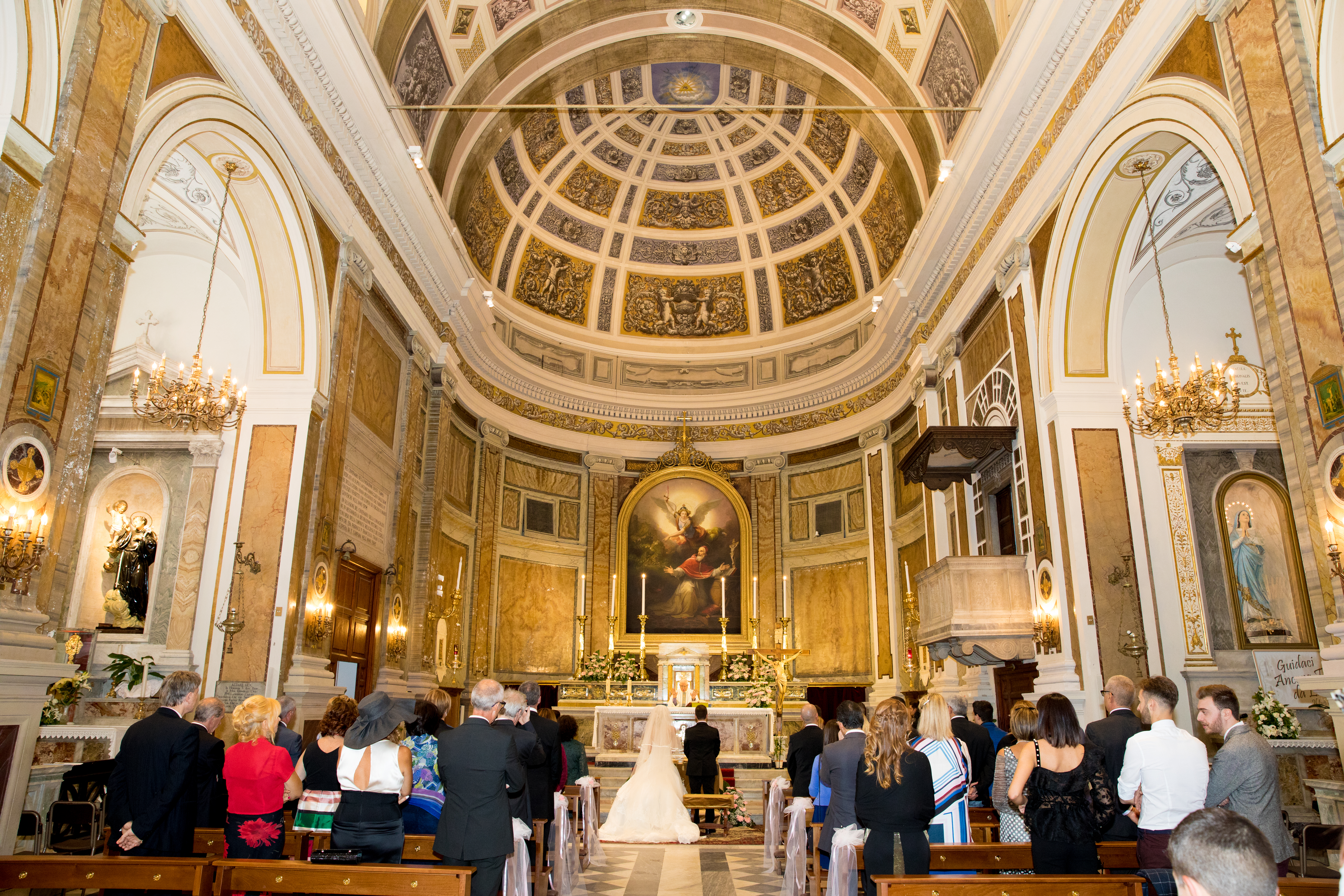
Celebrazione di un matrimonio cattolico

I sacramenti sono trattati nei 420 canoni del libro IV. Dapprima il codice si occupa del battesimo disciplinando la celebrazione, il ministero, i battezzandi (si afferma al canone 864 che «è capace di ricevere il battesimo ogni uomo e solo l'uomo non ancora battezzato»), i padrini e la prova e annotazione del battesimo conferito. Successivamente si trovano i canoni dedicati alla confermazione e alla celebrazione, ai riti, al tempo e al luogo della celebrazione eucaristica. Il sacramento della penitenza trova la sua disciplina al titolo IV, mentre il titolo successivo tratta dell'unzione degli infermi. Al titolo VI (dal canone 1008 al 1054) viene trattato il ministero dell'ordine sacro. Ben complessa la trattazione del matrimonio cattolico, che trova la sua disciplina dal canone 1055 al 1165, che compongono il titolo VII del IV libro. La seconda parte concerne i sacramentali, l'ufficio divino, le esequie, la devozione ai santi, i voti e i giuramenti, la liturgia delle ore, la venerazione delle sacre immagini e delle reliquie, gli esorcismi. Per ultimo, la terza parte presenta i luoghi sacri (chiese, oratori e cappelle private, santuari, altari) e le osservanze devozionali. Il libro V legifera sulla proprietà della Chiesa in 57 canoni, occupandosi della sua acquisizione, amministrazione, alienazione; si occupa anche di lasciti e pie fondazioni.

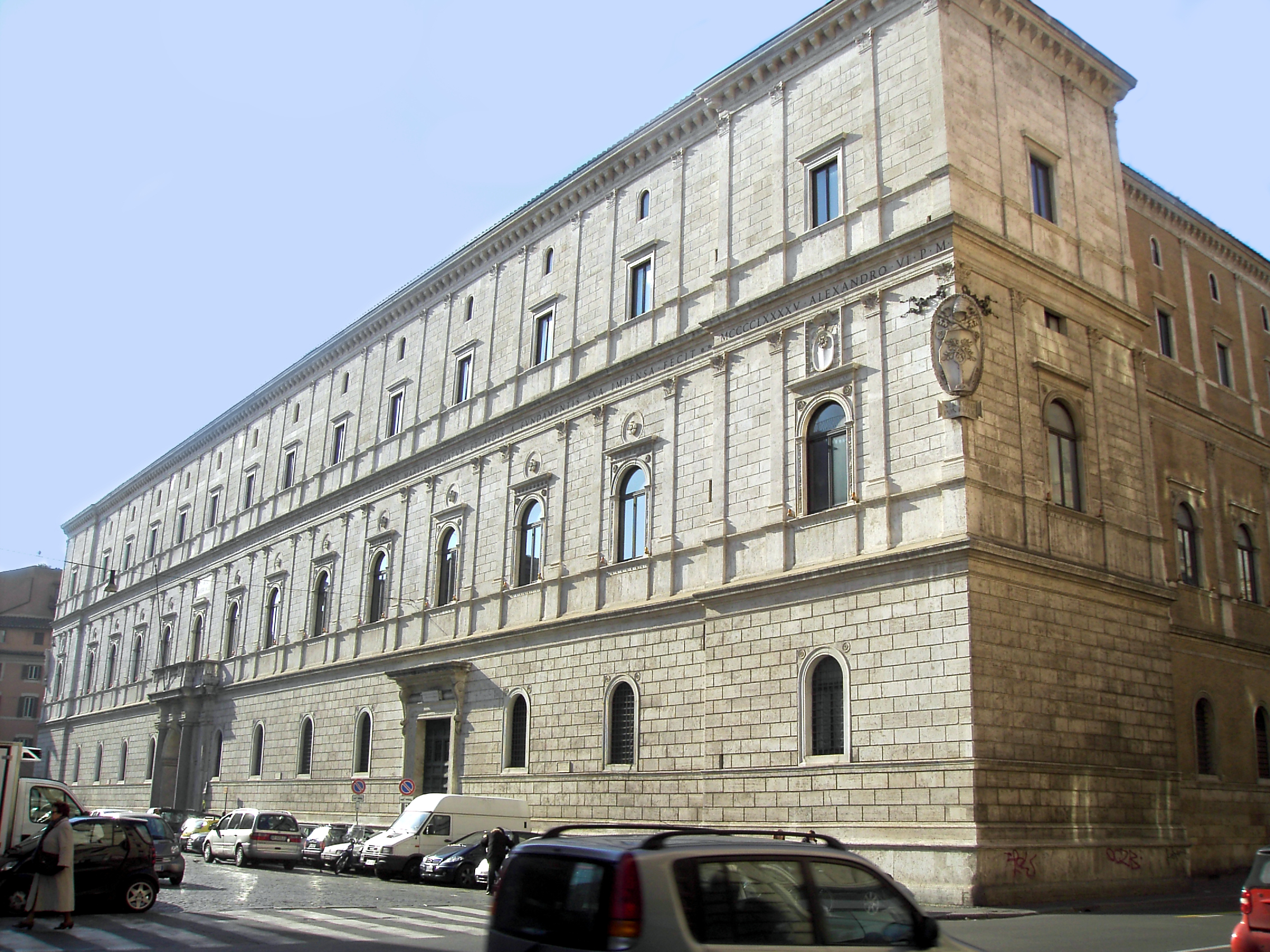
Il Palazzo della Cancelleria a Roma ospita i Tribunali della Curia romana: Penitenzieria Apostolica, Segnatura Apostolica e Rota Romana

Riguardo alle pene canoniche, trattate al libro V, il codice del 1983 rispetto al Pio-Benedettino invita a un limitato utilizzo, favorendo al loro posto strumenti pastorali e riduce il ricorso a quelle latae sententiae a un numero ridotto di casi. Dal canone 1331 al canone 134 sono elencate le pene ecclesiali: le censure, che sono la scomunica, l'interdetto e, solo per i chierici, la sospensione. I rimedi previsti sono l'ammonizione e la correzione, ma è generalmente accettato che gli organi legislativi inferiori possano anche fare ricorso ad altri secondo il principio pastorale; riguardo alle penitenze, il canone 1340 afferma che «può essere imposta in foro esterno, consiste in una qualche opera di religione, di pietà o di carità da farsi». Dopo aver descritto l'applicazione, la cessazione e le circostanze esimenti, attenuanti e aggravanti, la trattazione delle pene si conclude con l'esamina delle pene per i singoli delitti. Il libro VII riguarda le norme procedurali, premettendo che è sconsigliato ricorrere al processo canonico se non quando strettamente necessario. Successivamente si descrivono le regole e i procedimenti; la legislazione canonica distingue due tipi di processi: il processo contenzioso ordinario e il processo contenzioso orale, quest'ultimo introdotto con il codice del 1983. Infine il libro descrive i processi speciali che sono quelli matrimoniali, quelli per il ricorso contro i decreti amministravi e quelli relativi alle procedure per la rimozione e il trasferimento dei parroci.

## Il Codice dei canoni delle Chiese orientali del 1991

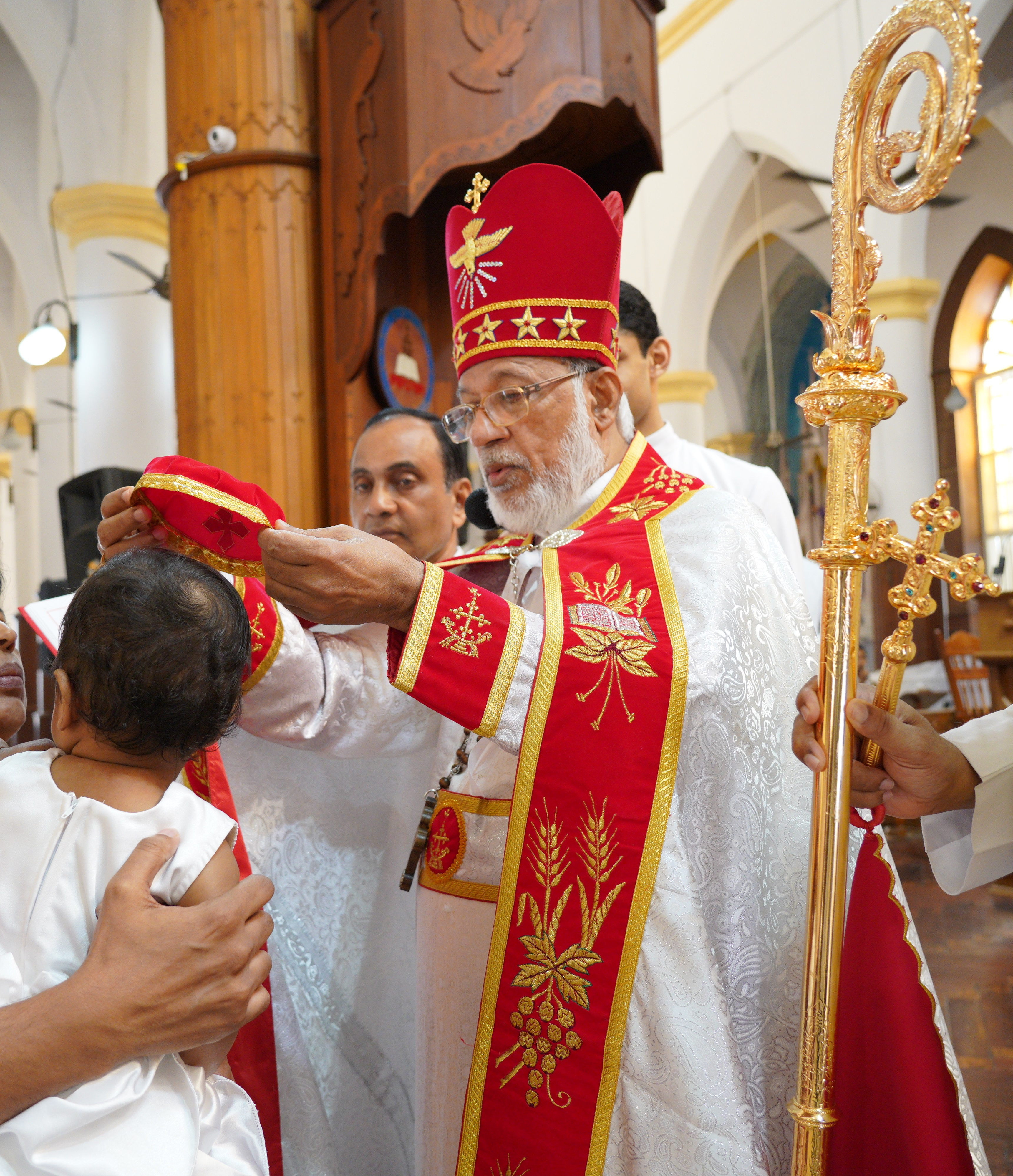
L'arcivescovo George Alencherry della Chiesa cattolica siro-malabarese amministra il sacramento del battesimo (disciplinato nei canoni presenti nel capitolo I del titolo XVI del CCEO)

Il Codice dei canoni delle Chiese orientali (o CCEO, in latino Codex Canonum Ecclesiarum Orientalium) è entrato in vigore nel 1991 dopo essere stato promulgato da papa Giovanni Paolo II con la bolla pontificia Sacri Canones del 18 ottobre 1990. È il Codice che disciplina le Chiese cattoliche di rito orientale. È scritto in lingua latina sebbene questa sia l'idioma ufficiale della Chiesa latina e non di quelle di rito orientale. Tra queste Chiese non esiste un'unica lingua utilizzabile in comune, poiché sono presenti una varietà di idiomi, tra cui greco, arabo, rumeno, malayālaṃ, inglese, francese, spagnolo e portoghese, e dunque la scelta è ricaduta sul latino come lingua di diritto comune in quanto esso ha una lunga storia di tradizione legale e giuridica.
Il CCEO si apre con sei canoni preliminari che riguardano la sua giurisdizione e la sua continuità nella tradizione orientale. Nello specifico, il primo canone asserisce che il codice riguarda esclusivamente le Chiese orientali cattoliche, salvo diversa indicazione; il secondo specifica che esso deve essere valutato secondo le antiche leggi delle Chiese orientali; il terzo stabilisce che il CCEO non «legifera per lo più in materia liturgica» e quindi i libri liturgici sono da osservarsi se non contrari ai canoni; secondo il quarto il codice non degrada né abroga trattati/patti stipulati dalla Santa Sede con nazioni e società politiche. Infine, il quinto e il sesto dispongono, rispettivamente, il mantenimento dei diritti e privilegi concessi dalla Sede Apostolica fino all'entrata in vigore del Codice a persone fisiche o giuridiche e l'abrogazione di leggi comuni o particolari, delle consuetudini contrarie ai canoni del Codice o che riguardino materie disciplinate esaustivamente dal Codice.
I successivi canoni sono suddivisi in trenta titoli a loro volta articolati in capitoli. In totale, il Codice conta 1546 canoni, alcuni dei quali possono essere ulteriormente suddivisi in commi, indicati nel testo dal carattere "§". A differenza del Codice di Diritto Canonico dove i titoli corrispondono ad argomenti generici e astratti, nel CCEO essi chiariscono immediatamente la materia trattata.
I primi tre titoli introduttivi ("Sui diritti e gli obblighi dei cristiani e tutti i loro diritti e obblighi", "Sulle Chiese sui iuris e sul rito", "Della suprema autorità della Chiesa") sono seguiti da sei in cui sono disciplinati gli elementi costitutivi delle Chiese orientali, ovvero le Chiese patriarcali, le arcivescovili maggiori e metropolitane, le arcieparchie, le eparchie, gli esarcati.
Successivamente il Codice tratta i fedeli, nello specifico il titolo IX (dal canone 323 al 398) tratta dei Chierici, il titolo X (399-409) i Laici mentre i canoni del titolo XI (410-571) trattano in maniera particolarmente dettagliata i monaci, gli altri religiosi e i membri degli altri istituti di vita consacrata. Seguono i canoni riguardanti la «configurazione e l'utilizzo dei mezzi necessari per assicurare, alle comunità cristiane, i beni spirituali»; in particolare al titolo XV (595-666) viene trattato il Magistero mentre il titolo XVI (667-895) dedica ampio spazio a sacramenti. Il titolo XIX (909-935) tratta le persone e gli atti giuridici e il XX (936-978) gli atti ecclesiastici, introducendo i successivi titoli (dal titolo XXI al titolo XXVIII, canoni da 979 a 1487) che disciplinano la potestà di governo e quella giudiziaria. Il codice si chiude con i titoli XXIX (1488-1539) e XXX (1540-1546) dedicati alla tipologia e all'obbligatorietà delle leggi ecclesiastiche, alla consuetudine, agli atti amministrativi, ala prescrizione e al computo del tempo.